# Bryozoa
Bryozoa (Briozoare; cunoscute și sub numele de Polizoare/Polyzoa, Ectoprocta sau în mod obișnuit ca animale de mușchi) sunt o încrengătură de animale nevertebrate simple, acvatice, aproape toate trăind în colonii sedentare. Având de obicei o lungime de aproximativ 0,5 milimetri, ele au o structură specială de hrănire numită lofofor, o „coroană” de tentacule folosite pentru hrănirea prin filtrare. Majoritatea briozoarelor marine trăiesc în apele tropicale, dar câteva se găsesc în fosele oceanice și în ape polare. Briozoarele sunt clasificate ca briozoare marine (Stenolaemata), briozoare de apă dulce (Phylactolaemata) și brizozoare mai ales marine (Gymnolaemata), dintre care câțiva membri preferă apa salmastră. Se cunosc 5.869 de specii vii. Inițial, toate briozoarele din grupul coroanei erau coloniale, dar, ca o adaptare la o viață mezopsamală (spații interstițiale în nisipul marin) sau la habitatele de adâncime, au evoluat de atunci forme secundar solitare. Speciile solitare au fost descrise în patru genuri; Aethozooides, Aethozoon, Franzenella și Monobryozoon). Acesta din urmă are un organ asemănător unui statocist cu o presupusă funcție excretoare.
Termenii de Polyzoa și Bryozoa au fost introduși în 1830, respectiv 1831. La scurt timp după ce a fost numit, a fost descoperit un alt grup de animale al cărui mecanism de filtrare arăta similar, astfel că a fost inclus în Bryozoa până în 1869, când s-a observat că cele două grupuri sunt foarte diferite din punct de vedere intern. Noul grup a primit numele de „Entoprocta”, în timp ce briozoarele originale au fost numite Ectoprocta. Dezacordurile privind terminologia au persistat până în secolul XX, dar „Bryozoa” este acum termenul general acceptat.
Coloniile iau o varietate de forme, inclusiv evantaie, tufe și foi. Animalele individuale, numite zooizi, trăiesc în colonie și nu sunt complet independente. Acești indivizi pot avea funcții unice și diverse. Toate coloniile au „autozooizi”, care sunt responsabili cu hrănirea, excreția și furnizarea de nutrienți coloniei prin diverse canale. Unele clase au zooizi specializați, cum ar fi incubatoarele pentru ouăle fertilizate, structurile de apărare ale coloniilor și structurile de fixare asemănătoare rădăcinilor. Cheilostomata este cel mai divers ordin de briozoare, probabil pentru că membrii săi au cea mai largă gamă de zooizi specializați. Acestea au exoschelete mineralizate și formează foițe cu un singur strat care se incrustează pe suprafețe, iar unele colonii se pot târî foarte încet folosind zooizi defensivi țepoși ca picioare.
Fiecare zooid este format dintr-o „chistică”, care formează peretele corpului și produce exoscheletul și un „polipid”, care conține organele. Zooizii nu au organe excretoare speciale, iar polipidele autozooizilor sunt eliminate atunci când sunt supraîncărcate cu deșeuri; de obicei, peretele corpului crește o polipidă de înlocuire. Intestinul lor este în formă de U, cu gura în interiorul coroanei de tentacule și cu anusul în afara acesteia. Zooizii tuturor speciilor de apă dulce sunt hermafrodiți simultani. Deși cei ai multor specii marine funcționează mai întâi ca masculi și apoi ca femele, coloniile lor conțin întotdeauna o combinație de zooizi care se află în stadiul de mascul și femelă. Toate speciile emit spermă în apă. Unii eliberează, de asemenea, ovule în apă, în timp ce alții captează sperma prin tentacule pentru a-și fertiliza ovulele în interior. La unele specii, larvele au gălbenușuri mari, se hrănesc și se depun rapid pe o suprafață. Altele produc larve cu gălbenuș mic, dar care înoată și se hrănesc timp de câteva zile înainte de a se depune. După sedimentare, toate larvele suferă o metamorfoză radicală care distruge și reconstruiește aproape toate țesuturile interne. Speciile de apă dulce produc, de asemenea, statoblaste care rămân în stare latentă până când condițiile sunt favorabile, ceea ce permite descendenței unei colonii să supraviețuiască chiar dacă condițiile severe ucid colonia mamă.
Printre prădătorii briozoarelor marine se numără melcii de mare (nudibranhii), peștii, echinoidele, pycnogonidele, crustaceele, acarienii și stelele de mare. Briozoarele de apă dulce sunt prădate de melci, insecte și pești. În Thailanda, numeroase populații ale unei specii de apă dulce au fost distruse de o specie de melc introdusă. Membranipora membranacea, un briozoar invaziv cu creștere rapidă, de pe coastele de nord-est și nord-vest ale SUA, a redus atât de mult ierburile marine încât a afectat populațiile locale de pești și nevertebrate. Briozoarele au răspândit boli la fermele piscicole și la pescari. Produse chimice extrase dintr-o specie de briozoare marine au fost studiate pentru tratarea cancerului și a bolii Alzheimer, dar analizele nu au fost încurajatoare.
Scheletele mineralizate ale briozoarelor apar pentru prima dată în roci din perioada Ordovicianului timpuriu, ceea ce le face ultima încrengătură majoră care apare în arhivele fosile. Aceasta a determinat cercetătorii să suspecteze că briozoarele au apărut mai devreme, dar erau inițial nemineralizate și ar fi putut să difere semnificativ de formele fosilizate și moderne. În 2021, unele cercetări au sugerat că Protomelission, un gen cunoscut din perioada Cambriană, ar putea fi un exemplu de briozoar timpuriu, dar cercetările ulterioare au sugerat că acest taxon poate reprezenta, în schimb, o algă dasyclad. Fosilele timpurii sunt în principal forme erecte, dar formele incrustante au devenit treptat dominante. Este incert dacă încrengătura este monofiletică. Relațiile evolutive ale briozoarelor cu alte încrengături sunt, de asemenea, neclare, parțial pentru că viziunea oamenilor de știință asupra arborelui genealogic al animalelor este influențată în principal de încrengăturile mai bine cunoscute. Atât analizele filogenetice morfologice, cât și cele moleculare nu sunt de acord cu privire la relațiile briozoarelor cu entoproctele, dacă briozoarele ar trebui grupate cu brahiopodele și foronidele în Lophophorata și dacă briozoarele ar trebui considerate protostomi sau deuterostomi.

## Descriere

### Caracteristici distinctive
Briozoarele, foronidele și brahiopodele extrag hrana din apă cu ajutorul unui lofofor, o „coroană” de tentacule goale. Briozoarele formează colonii alcătuite din clone numite zooizi, care au, de obicei, o lungime de aproximativ 0,5 mm. Foronidele seamănă cu zooizii briozoarelor, dar au o lungime de 2-20 cm și, deși cresc adesea în grupuri, nu formează colonii alcătuite din clone. Brahiopodele, considerate în general ca fiind strâns înrudite cu briozoarele și foronidele, se disting prin faptul că au cochilii asemănătoare cu cele ale bivalvelor. Toate aceste trei încrengături au un celom, o cavitate internă căptușită cu mezoteliu. Unele colonii de briozoare incrustante cu exoschelete mineralizate seamănă foarte mult cu coralii mici. Cu toate acestea, coloniile de briozoare sunt fondate de o ancestrula, care este mai degrabă rotundă decât de forma unui zooid normal al speciei respective. Pe de altă parte, polipul fondator al unui coral are o formă asemănătoare cu cea a polipilor fiice, iar zooizii coralilor nu au celom sau lofofor.
Entoproctele, o altă încrengătură de animale care se hrănesc prin filtrare, seamănă mai degrabă cu briozoarele, dar structura lor de hrănire asemănătoare lofoforului are tentacule solide, anusul lor se află mai degrabă în interiorul decât în afara bazei „coroanei” și nu au celom.
|                                 | Briozoare(Ectoprocta)                                                                  | Alte lofoforate                                                       | Alte lofoforate                                                       | Alte Lophotrochozoa | Încrengături cu aspect similar                                  | Încrengături cu aspect similar |
| Phoronida                       | Briozoare(Ectoprocta)                                                                  | Brachiopoda                                                           | Anelide, Mollusca                                                     | Entoprocta | Coralii (clasa în încrengătura Cnidaria)                        |                                |
| ------------------------------- | -------------------------------------------------------------------------------------- | --------------------------------------------------------------------- | --------------------------------------------------------------------- | --- | --------------------------------------------------------------- | ------------------------------ |
| Celom                           | Trei părți, dacă este inclusă cavitatea epistomului                                    | Trei părți                                                            | Trei părți                                                            | Unul pe segment în formă de bază; fuzionat în unii taxoni | niciuna                                                         | niciuna                        |
| Formarea celomului              | Nesigur pentru că metamorfoza de larve în adulți face acest lucru imposibil de urmărit | Enterocoeli                                                           | Enterocoeli                                                           | Schizocoel | nu se aplică                                                    | nu se aplică                   |
| Lofofor                         | Cu tentacule goale                                                                     | Cu tentacule goale                                                    | Cu tentacule goale                                                    | niciuna | Structură de hrănire cu aspect Similar, dar cu tentacule solide | niciuna                        |
| Curent de alimentare            | De la vârfuri la baze de tentacule                                                     | De la vârfuri la baze de tentacule                                    | De la vârfuri la baze de tentacule                                    | nu se aplică | De la baze la vârfuri de tentacule                              | nu se aplică                   |
| Multiciliate celule în epiteliu | Da                                                                                     | nu                                                                    | nu                                                                    | Da | Da                                                              | nu se aplică                   |
| Poziția anale                   | Baza exterioară a lofoforului                                                          | Baza exterioară a lofoforului                                         | Variază, niciuna la unele specii                                      | Din spate, dar nici unul în Siboglinidae | Baza interioară a lofoforului- ca organ                         | niciuna                        |
| Colonial                        | Colonii de clone în cele mai multe; un singur genul                                    | speciile sesile formează adesea aglomerări, dar fără cooperare activă | speciile sesile formează adesea aglomerări, dar fără cooperare activă | speciile sesile formează adesea aglomerări, dar fără cooperare activă                                                                                                | Colonii de clone la unele specii; unele specii solitare         | Colonii de clone               |
| Forma fondatorului zooid        | Rotund, spre deosebire de zooizi normali                                               | nu se aplică                                                          | nu se aplică                                                          | nu se aplică | La fel ca alți zooizi                                           | La fel ca alți zooizi          |
| Mineralizat exoschelete         | Unii taxoni                                                                            | nu                                                                    | Bivalve- ca niște scoici                                              | Unele anelide sesile construiesc tuburi mineralizate; majoritatea moluștelor au cochilii, dar majoritatea cefalopodelor moderne au cochilii interne sau nu au deloc. | nu                                                              | Unii taxoni                    |

### Tipuri de zooizi
Toate briozoarele sunt coloniale, cu excepția unui gen, Monobryozoon. Membrii individuali ai unei colonii de briozoare au o lungime de aproximativ 0,5 mm și sunt cunoscuți ca zooizi, deoarece nu sunt animale complet independente. Toate coloniile conțin zooizi care se hrănesc, cunoscuți ca autozoizi. Cele ale unor grupuri conțin, de asemenea, heterozooizi care nu se hrănesc, cunoscuți și sub denumirea de zooizi polimorfi, care îndeplinesc o varietate de funcții, altele decât hrănirea; membrii coloniei sunt identici din punct de vedere genetic și cooperează, mai degrabă ca organele animalelor mai mari. Tipul de zooid care crește unde într-o colonie este determinat de semnalele chimice ale coloniei ca întreg sau, uneori, ca răspuns la mirosul prădătorilor sau al coloniilor rivale.
Corpurile tuturor tipurilor au două părți principale. Chistidul este format din peretele corpului și orice tip de exoschelet secretat de epidermă. Exoscheletul poate fi organic (chitină, polizaharide sau proteine) sau alcătuit din carbonat de calciu mineral. Acesta din urmă este întotdeauna absent la speciile de apă dulce. Peretele corpului este format din epidermă, lamina bazală (un strat de material necelular), țesut conjunctiv, mușchi și mezoteliul care căptușește celomul (cavitatea principală a corpului) - cu excepția cazului în care, la o clasă, mezoteliul este împărțit în două straturi separate, cel interior formând un sac membranos care plutește liber și conține celomul, iar cel exterior este atașat la peretele corpului și înconjoară sacul membranos într-un pseudocelom. Cealaltă parte principală a corpului briozoarelor, cunoscută sub numele de polipidă și situată aproape în întregime în interiorul chistidei, conține sistemul nervos, sistemul digestiv, unii mușchi specializați și aparatul de hrănire sau alte organe specializate care îi iau locul aparatului de hrănire.

#### Zooizi hrănitori
Cel mai comun tip de zooid este autozooidul hrănitor, la care polipidul poartă o „coroană” de tentacule goale, numită lofofor, care captează particulele de hrană din apă. În toate coloniile, un procent mare de zooizi sunt autozooizi, iar unele colonii sunt alcătuite în întregime din autozooizi, dintre care unii participă și la reproducere.
Forma de bază a „coroanei” este un cerc complet. În cazul briozoarelor de apă dulce (Phylactolaemata), coroana pare să aibă forma unui U, dar această impresie este creată de o adâncitură în marginea coroanei, care nu prezintă nicio întrerupere în franjul tentaculelor. Pe părțile laterale ale tentaculelor există fire fine numite cili, a căror bătaie creează un curent de apă de la vârful tentaculelor către bază, unde apa iese. Particulele de hrană care se lovesc de tentacule sunt prinse în mucus, iar alți cili, localizați pe suprafețele interioare ale tentaculelor, transportă particulele către gura aflată în centru. Metoda utilizată de ectoprocte se numește „colectare în amonte”, deoarece particulele de hrană sunt capturate înainte de a trece prin câmpul de cili care generează curentul de hrănire. Această metodă este utilizată și de foronide, brahiopode și pterobranci.
Lofoforul și gura sunt montate pe un tub flexibil numit „inversor”, care poate fi întors pe dos și retras în polipidă, într-un mod similar cu degetul unei mănuși de cauciuc; în această poziție, lofoforul se află în interiorul inversorului și este pliat asemenea spițelor unei umbrele. Inversorul este retras, uneori în doar 60 de milisecunde, de o pereche de mușchi retractori ancorați la capătul îndepărtat al chistidei. Senzorii de la vârful tentaculelor pot detecta semne de pericol înainte ca inversorul și lofoforul să fie complet extinse. Extinderea este determinată de o creștere a presiunii fluidului intern, pe care speciile cu exoschelete flexibile o produc prin contractarea mușchilor circulari aflați imediat sub peretele corpului, în timp ce speciile cu un sac membranos folosesc aceiași mușchi circulari pentru a strânge acest sac. Unele specii cu exoschelete rigide au o membrană flexibilă care înlocuiește o parte din exoschelet, iar mușchii transversali ancorați la capătul îndepărtat al exoscheletului cresc presiunea fluidului trăgând membrana spre interior. La alte specii, scheletul protector nu prezintă nicio deschizătură, iar mușchii transversali trag de un sac flexibil conectat la apa exterioară printr-un mic por; expansiunea sacului crește presiunea internă și împinge inversorul și lofoforul în afară. La unele specii, inversorul și lofoforul retrași sunt protejați de un opercul („capac”), care este închis de mușchi și deschis prin presiunea fluidului. Într-o clasă de briozoare, un lob gol numit „epistom” acoperă gura.
Intestinul are forma literei U, pornind de la gură, în centrul lofoforului, coborând în interiorul corpului și revenind către anus, care este situat pe inversor, în afară și de obicei sub lofofor. O rețea de fire de mezoteliu numită „funiculi” („frânghii mici”), conectează mezoteliul care acoperă intestinul cu cel care căptușește peretele corpului. Fiecare fir este alcătuit din mezoteliu și înconjoară un spațiu plin cu lichid, considerat a fi sânge. Zooizii unei colonii sunt conectați, permițând autozooizilor să împartă hrana între ei și cu heterozoizii care nu se hrănesc. Metoda de conectare variază între diferitele clase de briozoare, de la deschideri mari în pereții corpului până la pori mici, prin care nutrienții sunt transmiși prin funiculi.
În jurul faringelui (gâtului) se află un inel nervos și un ganglion, care servește drept creier. Nervii pleacă de la acest inel și ganglion către tentacule și restul corpului. Briozoarele nu au organe de simț specializate, dar cilii de pe tentacule acționează ca senzori. Membrii genului Bugula cresc către soare și, prin urmare, trebuie să fie capabili să detecteze lumina. În coloniile unor specii, semnalele sunt transmise între zooizi prin nervi care trec prin porii din pereții corpului și coordonează activități precum hrănirea și retragerea lofoforilor.
Indivizii solitari ai genului Monobryozoon sunt autozooizi cu corp în formă de pară. Capetele mai late au până la 15 proeminențe musculare scurte prin care animalele se ancorează de nisip sau pietriș și se deplasează prin sedimente.

#### Avicularia și vibracula
Unele surse folosesc termenul avicularia (plural lui avicularium) pentru a se referi la orice tip de zooid în care lofoforul este înlocuit de o extensie ce îndeplinește o funcție de protecție, în timp ce altele limitează termenul la acei zooizi care apără colonia prin mușcarea invadatorilor și prădătorilor mici, omorându-i pe unii și mușcând apendicele altora. La unele specii, zooizii care pocnesc sunt montați pe un peduncul (tulpină), aspectul lor asemănător unei păsări fiind responsabil pentru termenul folosit – Charles Darwin i-a descris ca având „capul și ciocul unui vultur în miniatură, așezate pe un gât și capabile de mișcare”. Avicularia pedunculate sunt așezate cu capul în jos pe tulpinile lor. „Fălcile inferioare” sunt versiuni modificate ale operculelor care protejează lofoforii retrași în autozooizii unor specii și sunt închise „ca o cursă de șoareci” de mușchi similari, în timp ce fălcile superioare, în formă de cioc, reprezintă peretele corpului inversat. La alte specii, avicularia sunt zooizi staționari, în formă de cutie, așezați cu capul în sus, astfel încât operculul modificat se închide peste peretele corpului. În ambele tipuri, operculul modificat este deschis de alți mușchi care se atașează de el, sau de mușchi interni care ridică presiunea fluidului prin tragerea unei membrane flexibile. Acțiunile acestor zooizi care pocnesc sunt controlate de polipide mici și foarte modificate, situate în interiorul „gurii” și prevăzute cu smocuri de cili senzoriali scurți. Acești zooizi apar în diverse poziții: unii înlocuiesc autozooizii, alții se potrivesc în spații mici dintre autozooizi, iar mici avicularia pot apărea pe suprafețele altor zooizi.
La vibracule, considerate de unii drept un tip de avicularia, operculul este modificat pentru a forma o perie lungă, capabilă de o gamă largă de mișcări. Acestea pot funcționa ca mijloace de apărare împotriva prădătorilor și invadatorilor sau ca mijloace de curățare. La unele specii care formează colonii mobile, vibraculele de pe margini sunt folosite ca picioare pentru scormonit și mers.

#### Polimorfe structurale
Kenozooizii (din grecescul kenós, „gol”) constau doar din peretele corpului și fire funiculare care traversează interiorul, fără polipide. Funcțiile acestor zooizi includ formarea tulpinilor structurilor ramificate, acționând ca distanțiere care permit coloniilor să crească rapid într-o direcție nouă, întărind ramurile coloniei și ridicând-o ușor deasupra substratului, pentru a obține avantaje competitive față de alte organisme. Se presupune că unii kenozooizi ar putea depozita substanțe nutritive pentru colonie. Deoarece funcția kenozooizilor este în general structurală, aceștia sunt denumiți „polimorfi structurali”.
Se crede că unii heterozooizi, găsiți la briozoarele trepostome dispărute, numiți mesozooizi, aveau rolul de a distanța autozooizii de hrănire la o distanță adecvată. În secțiuni subțiri ale fosilelor de trepostome, mesozooizii pot fi observați între tuburile care conțineau autozooizi; aceștia sunt tuburi mai mici, împărțite de diafragme, ceea ce le conferă aspectul unor camere în formă de cutie, intercalate între tuburile autozooizilor.

#### Polimorfe reproductive
Gonozooizii acționează ca camere de creștere pentru ouăle fertilizate. Aproape toate briozoarele ciclostome moderne le au, dar pot fi greu de localizat într-o colonie, deoarece există foarte puțini gonozooizi într-o colonie. Deschiderea din gonozooizi, numită ooeciopor, acționează ca punct de ieșire pentru larve. Unii gonozooizi au forme foarte complexe, cu tuburi autozooidale care trec prin camerele din interiorul lor. Toate larvele eliberate dintr-un gonozooid sunt clone create prin diviziunea unui singur ou; acest proces se numește poliembrionie monozigotă și este o strategie reproductivă utilizată și de tatu.
Briozoarele cheilostome își cresc, de asemenea, embrionii; una dintre metodele comune este prin ovicelule, capsule atașate la autozooizi. Cu toate acestea, autozooizii care au ovicelule sunt în mod normal capabili să se hrănească, astfel încât nu sunt considerați heterozooizi.
Polimorfii „femele” sunt mai comuni decât polimorfii „masculi”, dar se cunosc și zooizi specializați în producerea de spermă. Aceștia se numesc androzooizi, iar unii sunt găsiți în coloniile de Odontoporella bishopi, o specie simbiotică cu Paguroidea, trăind pe carapacea acestora. Acești zooizi sunt mai mici decât ceilalți și au patru tentacule scurte și patru tentacule lungi, spre deosebire de autozooizii care au 15-16 tentacule. Androzooizi se găsesc, de asemenea, în specii cu colonii mobile, care se pot târî. Este posibil ca androzooizii să fie folosiți pentru schimbul de spermă între colonii atunci când două colonii mobile sau Paguroidea incrustanți cu briozoare se întâlnesc.

#### Alte polimorfe
Spinozooizii sunt spini goi, mobili, asemănători unor tuburi foarte subțiri, prezenți pe suprafața coloniilor și având, probabil, rol de apărare. Unele specii au nanozooizi miniaturali cu polipide mici, cu o singură tentaculă, care pot crește pe alți zooizi sau în pereții autozooizilor care au degenerat.

### Formele coloniilor și compoziția

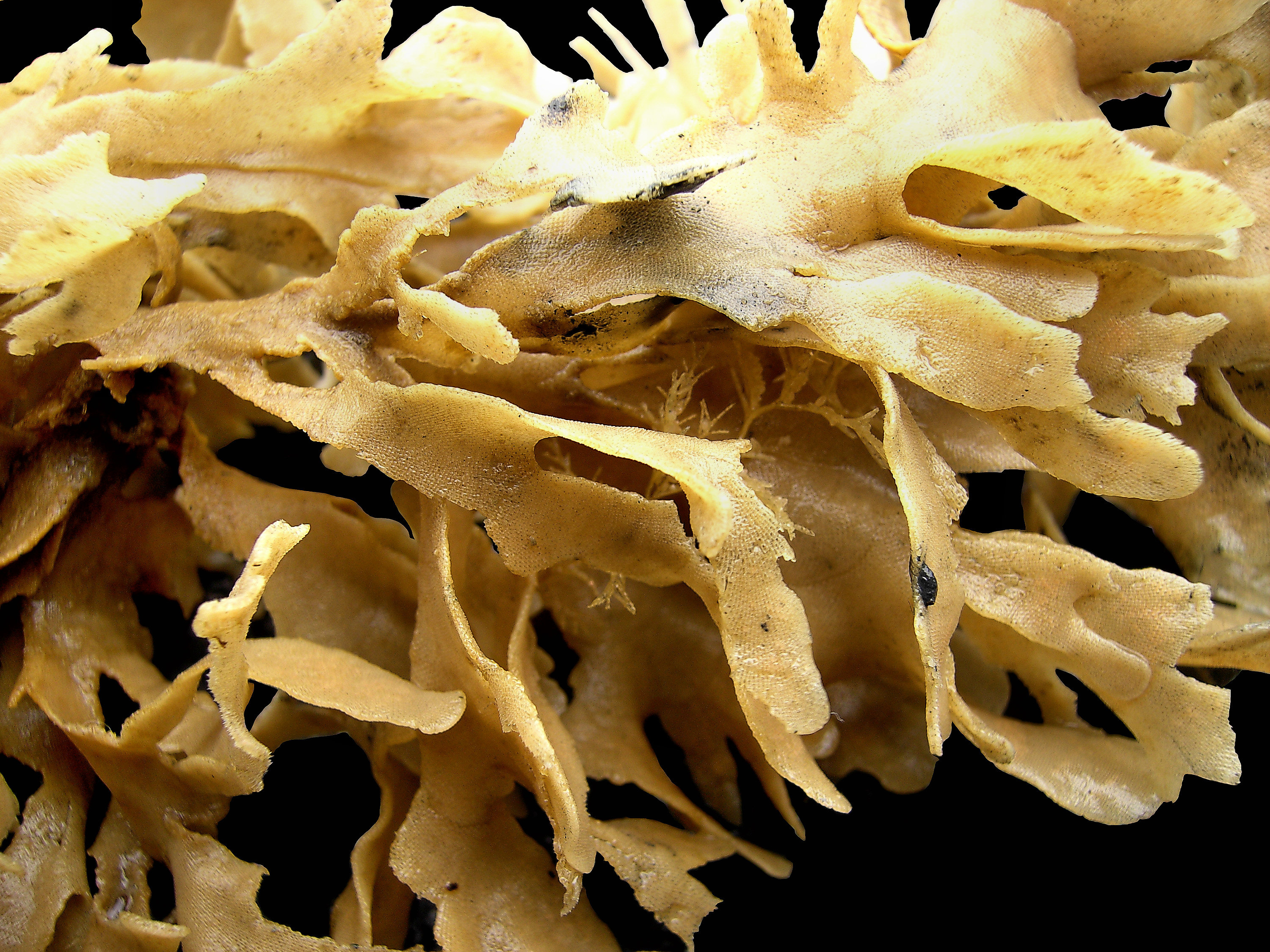
O colonie de briozoare marine moderne (Flustra foliacea).

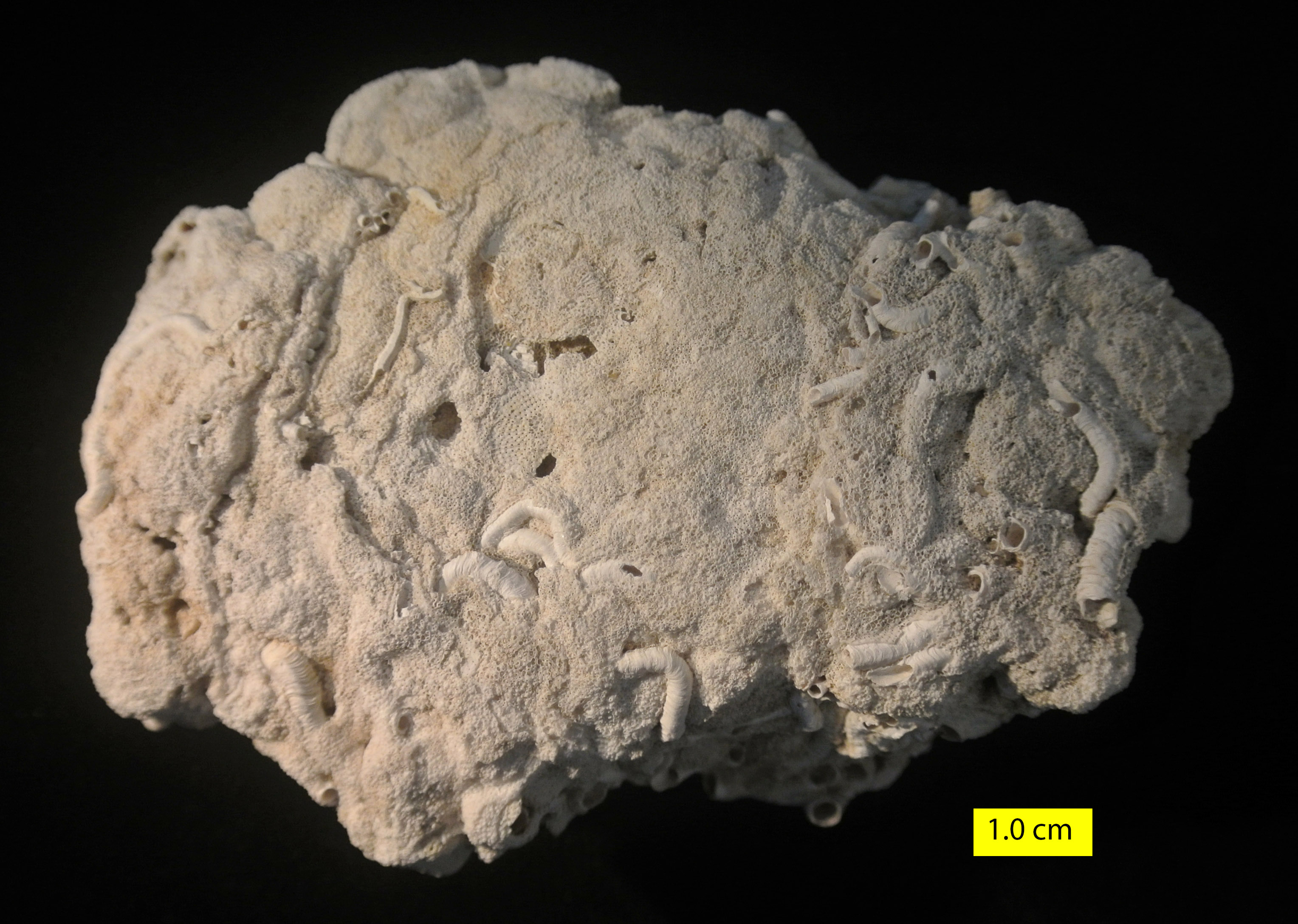
Briozoar cheilostom cu tuburi serpulide

Deși zooizii sunt microscopici, coloniile variază ca dimensiune de la 1 cm până la peste 1 m. Totuși, majoritatea coloniilor au un diametru sub 10 cm. Formele coloniilor variază considerabil, în funcție de modelul de înmugurire prin care cresc, de varietatea zooizilor prezenți și de tipul și cantitatea de material scheletic pe care îl secretă.
Unele specii marine au forme asemănătoare unor tufe sau evantaie, susținute de „trunchiuri” și „ramuri” formate din kenozooizi, din care cresc autozooizi hrănitori. În general, aceste colonii nu sunt mineralizate, dar pot avea exoschelete din chitină. Alte specii seamănă cu coralii mici, producând schelete grele de calcar. Multe specii formează colonii constând din foițe de autozooizi, care pot avea forma unor frunze, smocuri sau, la genul Thalamoporella, structuri ce seamănă cu o căpățână deschisă de salată.
Cea mai comună formă marină este însă cea incrustantă, în care un strat unic de zooizi se răspândește pe o suprafață dură sau pe alge marine. Unele colonii incrustante pot ajunge la peste 50 cm și pot conține aproximativ 2.000.000 de zooizi. Aceste specii au, în general, exoschelete întărite cu carbonat de calciu, iar orificiile prin care ies lofoforii sunt situate pe partea superioară sau exterioară. Aspectul de mușchi al coloniilor incrustante este responsabil pentru numele încrengăturii (cuvintele din greaca antică βρύον [brúon], care înseamnă „mușchi” și ζῷον [zôion], care înseamnă „animal”). Coloniile mari de specii incrustante au adesea „coșuri”, adică goluri în coronamentul lofoforilor, prin care acestea expulzează rapid apa filtrată, evitând astfel re-filtrarea apei deja epuizate. Aceste coșuri sunt formate din petice de heterozooizi care nu se hrănesc. Noi coșuri apar la marginea coloniilor aflate în expansiune, în punctele în care viteza de ieșire este deja mare, și nu își schimbă poziția dacă fluxul de apă se modifică.
Unele specii de apă dulce secretă o masă de material gelatinos, cu un diametru de până la 1 m, de care se lipesc zooizii. Alte specii de apă dulce au forme vegetale cu „trunchiuri” și „ramuri”, care pot sta drepte sau se pot întinde pe suprafață. Câteva specii se pot deplasa cu aproximativ 2 cm pe zi.
Fiecare colonie crește prin înmugurire asexuată dintr-un singur zooid cunoscut sub numele de ancestrulă, care este mai rotund decât un zooid normal. Această creștere se petrece la vârfurile „trunchiurilor” sau „ramurilor” la speciile care au aceste structuri. Coloniile incrustante cresc în jurul marginilor lor. La speciile cu exoschelete calcaroase, acestea nu se mineralizează până când zooizii nu sunt complet dezvoltați. Durata de viață a coloniilor variază de la unul la aproximativ 12 ani, iar speciile cu viață scurtă pot trece prin mai multe generații într-un singur sezon.
Speciile care produc zooizi defensivi o fac numai atunci când au apărut amenințări și pot face acest lucru în decurs de 48 de ore. Teoria „apărării induse” sugerează că producerea mecanismelor de apărare este costisitoare, iar coloniile care se apără prea devreme sau în exces vor avea rate de creștere și durate de viață reduse. Această abordare „de ultim moment” a apărării este fezabilă, deoarece pierderea unui număr mic de zooizi într-un singur atac este probabil nesemnificativă. Coloniile unor specii incrustante produc, de asemenea, heterozooizi speciali pentru a limita expansiunea altor organisme incrustante, în special a altor briozoare. În unele cazuri, acest răspuns este mai agresiv dacă adversarul este mai mic, ceea ce sugerează că zooizii de la marginea unei colonii pot percepe cumva dimensiunea adversarului. Unele specii câștigă constant împotriva altora, dar majoritatea războaielor teritoriale rămân indecise, iar combatanții se întorc curând la creștere în zone necontestate. Briozoarele care concurează pentru teritoriu nu folosesc tehnici sofisticate precum spongierii sau coralii, probabil pentru că durata scurtă de viață a briozoarelor face ca investițiile mari în războaiele teritoriale să nu fie rentabile.
Briozoarele au contribuit la sedimentarea carbonatului în mediul marin încă din perioada Ordoviciană. Briozoarele sunt responsabile pentru multe forme de colonii, care au evoluat în grupuri taxonomice diferite și variază în ceea ce privește capacitatea lor de a produce sedimente. Cele nouă forme de bază ale coloniilor de briozoare includ: forme incrustante, cupolate, palmate, folioase, fenestrate, cu ramificare robustă, cu ramificare delicată, articulate și cu viață liberă. Majoritatea acestor sedimente provin din două grupuri distincte de colonii: cupolate, cu ramificare delicată, cu ramificare robustă și palmate; și fenestrate. Coloniile fenestrate generează particule grosiere atât ca sedimente, cât și ca elemente ale recifelor de corali stromatoporoizi. Coloniile delicate, pe de altă parte, creează sedimente grosiere și formează miezul movilelor biogene din apele adânci subfotice. Aproape toate sedimentele post-briozoare sunt alcătuite din forme de creștere, la care se adaugă coloniile cu viață liberă, care includ un număr semnificativ de colonii diverse. „Spre deosebire de perioada Paleozoică, briozoarele post-paleozoice au generat sedimente care variază mai mult în funcție de dimensiunea granulelor lor; ele au evoluat de la a produce noroi, la nisip și până la pietriș.”

## Taxonomie

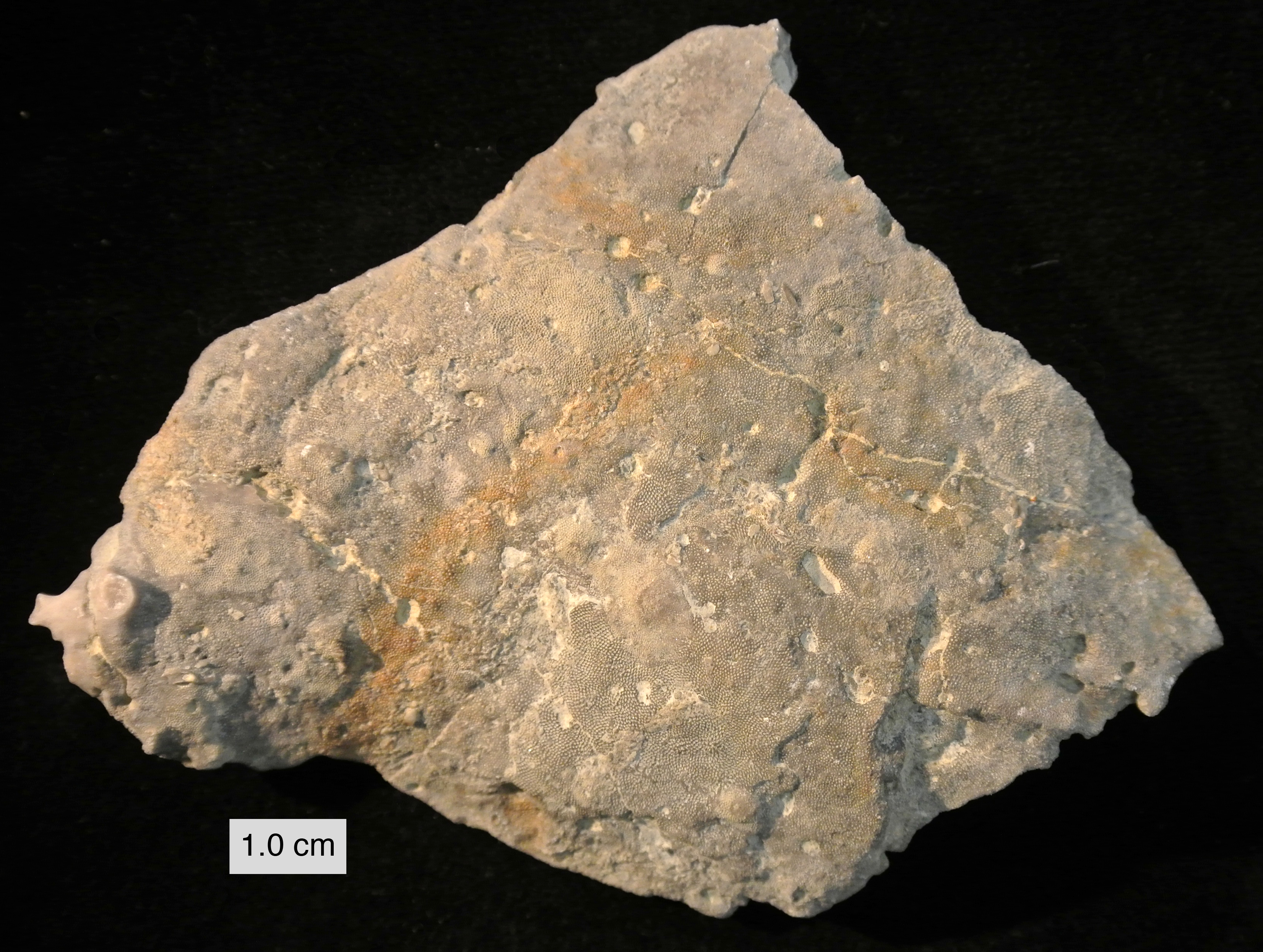
Peronopora, un briozoar trepostom din Formațiunea Whitewater (Ordovicianul superior) din estul Indianei, Statele Unite ale Americii

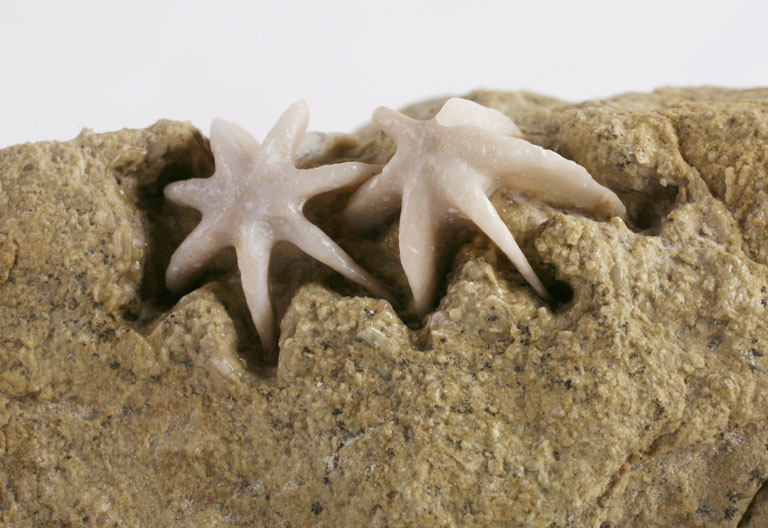
Briozoarul Evactinopora găsit în comitatul Jefferson, Missouri, Statele Unite ale Americii

Încrengătura a fost numită inițial „Polyzoa”, dar acest nume a fost înlocuit în cele din urmă cu termenul „Bryozoa” al lui Ehrenberg. Numele „Bryozoa” a fost aplicat inițial doar animalelor cunoscute și sub denumirea de Ectoprocta (lit. „anus exterior”), la care anusul se află în afara „coroanei” de tentacule. După descoperirea Entoprocta (lit. „anus interior”), la care anusul se află în interiorul unei „coroane” de tentacule, denumirea „Bryozoa” a fost ridicată la nivel de încrengătură pentru a include cele două clase Ectoprocta și Entoprocta. Cu toate acestea, în 1869, Hinrich Nitsche a considerat cele două grupuri ca fiind destul de distincte din mai multe motive și a inventat termenul „Ectoprocta” pentru „Bryozoa” al lui Ehrenberg. În ciuda metodelor aparent similare de hrănire, acestea diferă semnificativ din punct de vedere anatomic; pe lângă pozițiile diferite ale anusului, ectoproctele au tentacule goale și un celom, în timp ce entoproctele au tentacule solide și nu au celom. Prin urmare, cele două grupuri sunt acum considerate pe scară largă ca fiind încrengături separate, iar numele „Bryozoa” este acum sinonim cu „Ectoprocta”. Aceasta a rămas opinia majoritară de atunci, deși cele mai multe publicații au preferat numele „Bryozoa” în loc de „Ectoprocta”. Cu toate acestea, unii oameni de știință notabili au continuat să considere „Ectoprocta” și Entoprocta ca fiind rude apropiate și le-au grupat sub denumirea „Bryozoa”.
Ambiguitatea privind domeniul de aplicare al denumirii „Bryozoa” a condus la propuneri în anii 1960 și 1970 ca această denumire să fie evitată și să fie folosit termenul neambiguu „Ectoprocta”. Totuși, schimbarea ar fi îngreunat identificarea lucrărilor mai vechi în care încrengătura era denumită „Bryozoa”, iar dorința de a evita ambiguitatea, dacă ar fi aplicată în mod consecvent tuturor clasificărilor, ar fi necesitat redenumirea altor încrengături și a numeroase grupuri de nivel inferior. În practică, denumirea zoologică a grupurilor de animale divizate sau fuzionate este complexă și nu este complet coerentă. Lucrările realizate după anul 2000 au utilizat diferite denumiri pentru a rezolva această ambiguitate, printre care „Bryozoa”, „Ectoprocta”, „Bryozoa (Ectoprocta)”, și „Ectoprocta (Bryozoa)”. Unii autori au folosit mai multe abordări în aceeași lucrare.
Denumirea comună „animale de mușchi” este traducerea literală a termenului „Bryozoa”, provenit din grecescul βρυόν ('mușchi') și ζῷα („animale”), bazată pe aspectul mușchios al speciilor incrustante.
Până în 2008, existau „specii tip insuficient cunoscute și neînțelese aparținând familiei de briozoare Cyclostome Oncousoeciidae.” Cercetările moderne au fost realizate utilizând microscopie electronică de scanare în vid scăzut a materialului neacoperit pentru a examina critic și poate revizui taxonomia a trei genuri din această familie, inclusiv Oncousoecia, Microeciella și Eurystrotos. Această metodă permite obținerea de date care ar fi dificil de observat cu un microscop optic. S-a constatat că specia tip validă pentru Oncousoecia este Oncousoecia lobulata. Această interpretare stabilizează Oncousoecia pprin stabilirea unei specii tip care corespunde utilizării generale a genului. În prezent, se consideră că Eurystrotos, membru al familiei Oncousoeciidae, nu este conspecific cu O. lobulata, așa cum s-a sugerat anterior, dar prezintă suficiente asemănări pentru a fi considerat un sinonim junior al Oncousoeciei. Microeciella suborbicularus a fost, de asemenea, recent diferențiată de O. lobulata și O. dilatans, utilizând această metodă modernă de scanare în vid scăzut, cu care fusese sinonimizată în mod eronat în trecut. De asemenea, a fost descoperit recent un nou gen numit Junerossia aparținând familiei Stomachetosellidae, împreună cu 10 specii relativ noi de briozoare, printre care Alderina flaventa, Corbulella extenuata, Puellina septemcryptica, Junerossia copiosa, Calyptotheca kapaaensis, Bryopesanser serratus, Cribellopora souleorum, Metacleidochasma verrucosa, Disporella compta, și Favosipora adunca.

### Clasificare și diversitate
Numărul speciilor descrise oficial variază între 4.000 și 4.500. Gymnolaemata și în special Cheilostomata au cel mai mare număr de specii, probabil din cauza diversității mari a zooizilor specializați. Conform sistemului de clasificare linnaean, care este încă folosit ca o modalitate convenabilă de a eticheta grupurile de organisme, membrii vii ai încrengăturii Bryozoa sunt împărțiți în:
| Clasă                                              | Phylactolaemata                                                                        | Stenolaemata                                                                              | Gymnolaemata                                     | Gymnolaemata                                                                                       |
| Ordin                                              | Plumatellida                                                                           | Cyclostomatida                                                                            | Ctenostomatida                                   | Cheilostomata                                                                                      |
| -------------------------------------------------- | -------------------------------------------------------------------------------------- | ----------------------------------------------------------------------------------------- | ------------------------------------------------ | -------------------------------------------------------------------------------------------------- |
| Mediile                                            | Apă dulce                                                                              | Marină                                                                                    | În cea mai mare parte marin                      | În cea mai mare parte marin                                                                        |
| Epistom în formă de buză care se înalță peste gură | Da                                                                                     | niciunul                                                                                  | niciunul                                         | niciunul                                                                                           |
| Forme de colonie                                   | Mase gelatinoase sau structuri tubulare ramificate                                     | Erecte sau incrustante                                                                    | Erecte sau incrustante                           | Erecte, incrustante sau cu viață liberă                                                            |
| Materialul exoscheletului                          | Gelatinos sau membranos; nemineralizat                                                 | Mineralizat                                                                               | Chitinos, gelatinos sau membranos; nemineralizat | Mineralizat                                                                                        |
| Operculum („capac”)                                | niciunul                                                                               | niciunul (cu excepția familiei Eleidae)                                                   | Niciunul în majoritatea speciilor                | Da (cu excepția genului Bugula)                                                                    |
| Forma lofoforului                                  | Aspect în formă de U(cu excepția genului Fredericella, al cărui lofofor este circular) | Circular                                                                                  | Circular                                         | Circular                                                                                           |
| Cum se extinde lofoforul                           | Comprimarea întregului perete corporal                                                 | Comprimarea sacului membranos(strat interior separat de epiteliu care căptușește celomul) | Comprimarea întregului perete corporal           | Tragerea spre interior a unei părți flexibile a peretelui corpului sau extinderea unui sac intern. |
| Tipuri de zooizi                                   | Numai autozooizi                                                                       | Heterozooizi limitați, în principal gonozooizi                                            | Stoloni și spini, precum și autozooizi           | Gamă completă de tipuri                                                                            |

### Înregistrare fosilă

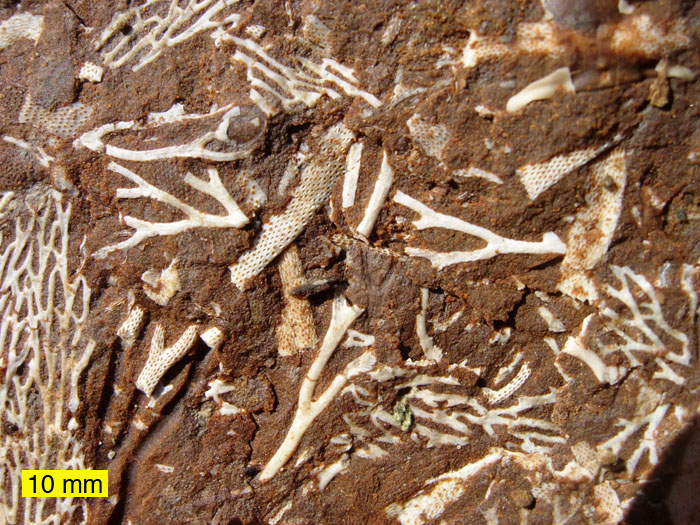
Fosile de briozoare într-un șist petrolifer din Ordovicianul superior (kukersite), nordul Estoniei.

Au fost găsite fosile aparținând aproximativ 15.000 de specii de briozoare. Briozoarele sunt printre cele trei grupuri dominante de fosile paleozoice. Briozoarele cu schelet calcitic au constituit o sursă majoră de minerale carbonatice care alcătuiesc calcarele, iar fosilele lor sunt incredibil de frecvente în sedimentele marine din întreaga lume începând cu Ordovicianul. Totuși, spre deosebire de corali și alte animale coloniale găsite în arhivele fosile, coloniile de briozoare nu au atins dimensiuni mari. Coloniile fosile de briozoare sunt de obicei foarte fragmentate și dispersate; conservarea zoariilor complete este rară în arhivele fosile, și relativ puține studii au fost dedicate reasamblării acestor zoarii fragmentate. Cele mai mari colonii fosile cunoscute sunt briozoare trepostome ramificate, din roci ordovicianiene din Statele Unite, care ajung până la 66 de centimetri înălțime.
Cea mai veche specie cu schelet mineralizat apare în Ordovicianul inferior. Este probabil ca primele briozoare să fi apărut mult mai devreme și să fi fost complet corpuri moi, iar fosilele din Ordovician înregistrează apariția scheletului mineralizat în această încrengătură. Până în stadiul Arenigian al perioadei Ordovicianului timpuriu, cu aproximativ 480 de milioane de ani în urmă, toate ordinele moderne de stenolaemate erau prezente, iar ordinul ctenostom al gimnolaematelor apăruse în Ordovicianul mijlociu, cu aproximativ 465 de milioane de ani în urmă. Fosilele din Ordovicianul timpuriu pot reprezenta și forme care deveniseră deja semnificativ diferite de membrii inițiali ai încrengăturii. Ctenostomele cu țesut moale fosfatizat sunt cunoscute din Devonian. Alte tipuri de hrănitori cu filtru au apărut în aceeași perioadă, sugerând că unele schimbări au făcut mediul mai favorabil pentru acest stil de viață. Fosilele de cheilostomate, un ordin de gimnolaemate cu schelet mineralizat, apar pentru prima dată în Jurasicul mijlociu, în urmă cu aproximativ 172 de milioane de ani, și acestea au fost cele mai abundente și diverse briozoare din Cretacic până în prezent. Dovezile colectate din ultimii 100 de milioane de ani arată că cheilostomatidele au crescut constant peste ciclostomatide în luptele teritoriale, ceea ce poate ajuta la explicarea modului în care cheilostomatidele au înlocuit ciclostomatidele ca briozoare marine dominante. Fosile marine din epoca Paleozoică, care s-a încheiat acum 251 de milioane de ani, sunt în principal forme erecte, cele din Mezozoic sunt împărțite în mod relativ egal între forme erecte și incrustante, iar cele mai recente sunt predominant incrustante. Fosilele de filactolemate moi, de apă dulce, sunt foarte rare, și apar în și după Permianul târziu (care a început în urmă cu aproximativ 260 de milioane de ani), constând în întregime din statoblastele lor durabile. Nu există fosile cunoscute ale membrilor de apă dulce din alte clase.

### Arborele genealogic evolutiv

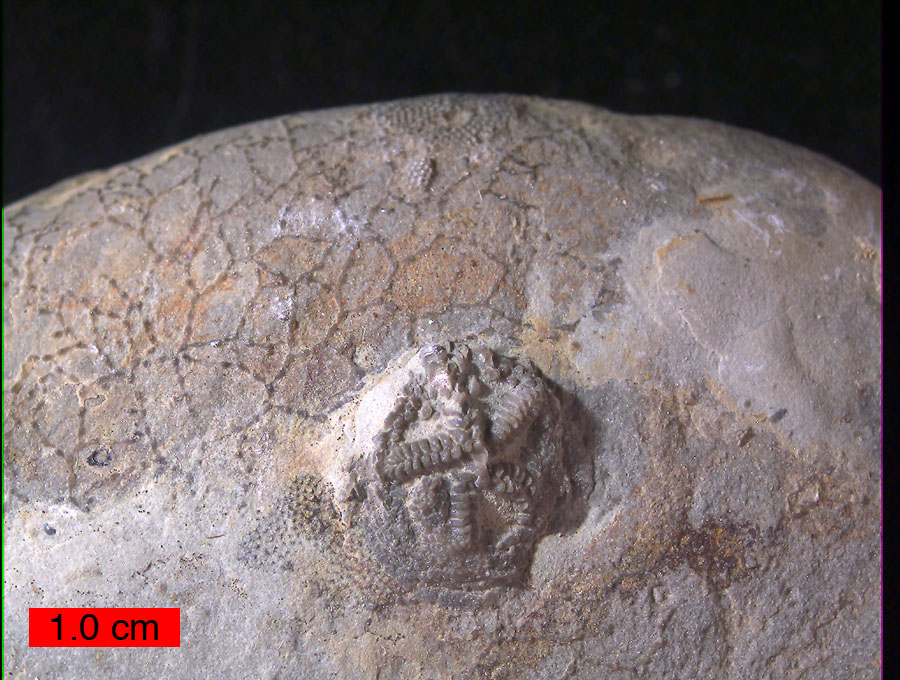
O pietricică din Ordovicianul superior cu edrioasteroidul Cystaster stellatus și briozoarul Corynotrypa, un briozoar ciclostom cu ramificare subțire. Formațiunea Kope, nordul statului Kentucky, Statele Unite ale Americii.

Oamenii de știință sunt împărțiți în privința faptului dacă briozoarele (Ectoprocta) formează un grup monofiletic (adică dacă includ toate și numai o singură specie strămoșească și toți descendenții acesteia), cine sunt rudele cele mai apropiate ale încrengăturii în arborele genealogic al animalelor și chiar dacă ar trebui considerate membre ale protostomelor sau deuterostomelor, cele două grupuri majore care cuprind toate animalele moderat complexe.
Filogenia moleculară, care încearcă să stabilească arborele genealogic evolutiv al organismelor prin compararea biochimiei și, în special, a genelor acestora, a contribuit semnificativ la clarificarea relațiilor dintre încrengăturile de nevertebrate mai bine cunoscute. Cu toate acestea, lipsa datelor genetice despre „încrengăturile minore”, precum briozoarele și entoproctele, a făcut ca relațiile lor cu alte grupuri să rămână neclare.

#### Viziunea tradițională
Viziunea tradițională este că Bryozoa este un grup monofiletic, în care clasa Phylactolaemata este cel mai strâns legată de Stenolaemata și Ctenostomatida, clasele care apar cel mai devreme în registrul fosilelor. Totuși, în 2005, un studiu de filogenie moleculară concentrat pe filactolemate a concluzionat că acestea sunt mai strâns legate de încrengătura Phoronida, în special de singura specie de foronid colonială, decât de celelalte clase de ectoprocte. Aceasta implică faptul că Entoprocta nu este monofiletic, deoarece Phoronida este un subgrup de ectoprocte, însă definiția standard a Entoprocta exclude Phoronida.

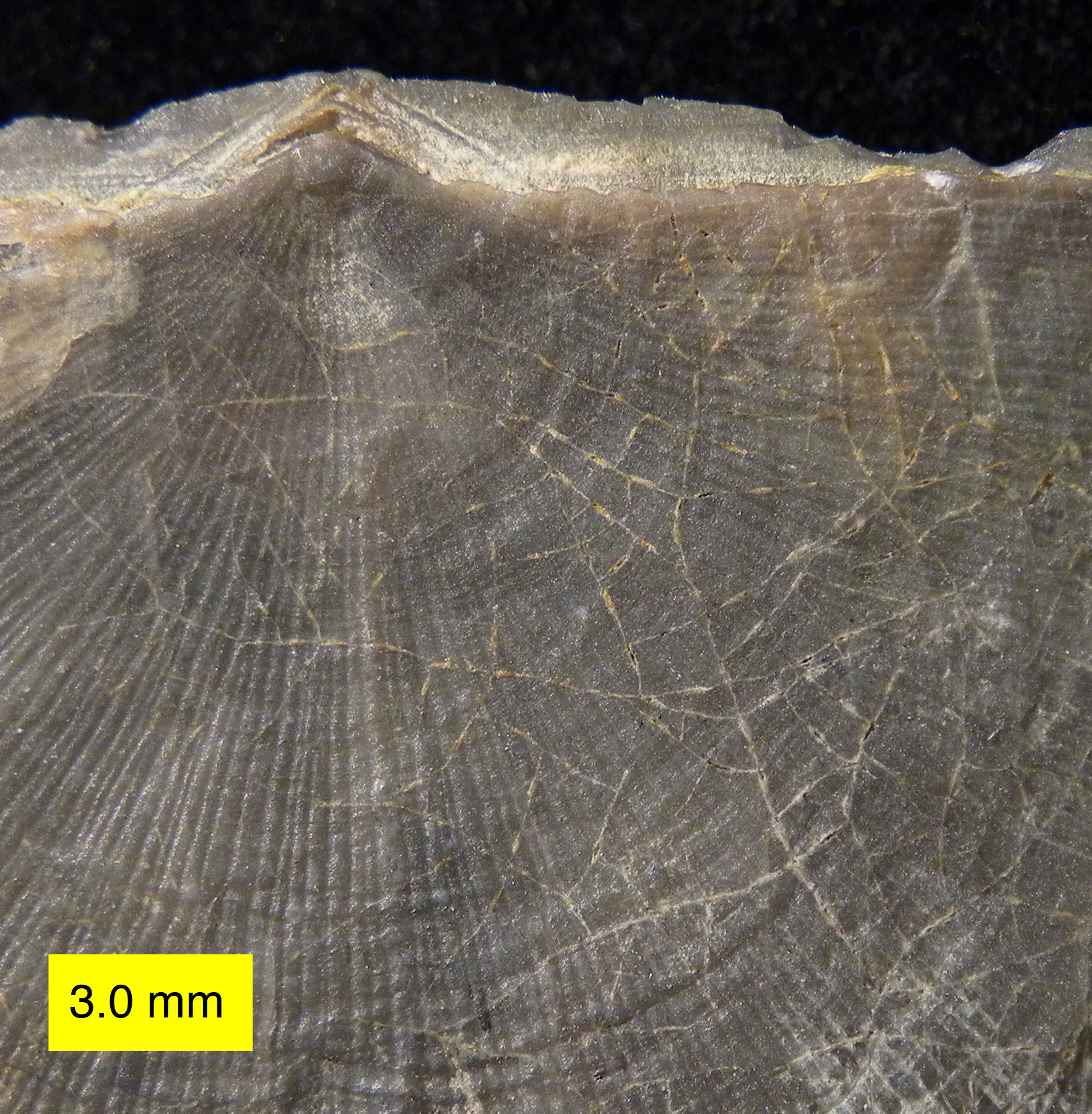
Ropalonaria venosa, o urmă de fosilă gravată a unui briozoar ctenostom din Ordovicianul târziu pe o valvă de brahiopod strofomenid; Cincinnatian din sud-estul Indiana, Statele Unite.

Relațiile briozoarelor cu alte încrengături sunt incerte și controversate. Filogenia tradițională, bazată pe anatomie și pe dezvoltarea formelor adulte din embrioni, nu a condus la un consens durabil în ceea ce privește poziția ectoproctelor. Încercările de a reconstitui arborele genealogic al animalelor au ignorat în mare parte ectoproctele și alte „încrengături minore”, care au fost puțin studiate științific, deoarece sunt în general mici, au planuri corporale relativ simple și au un impact redus asupra economiilor umane – în ciuda faptului că „încrengăturile minore” includ cea mai mare parte a diversității din istoria evolutivă a animalelor.
În opinia lui Ruth Dewel, Judith Winston și Frank McKinney, „interpretarea noastră standard a morfologiei și embriologiei briozoarelor este o construcție rezultată din peste 100 de ani de încercări de a sintetiza un cadru unic pentru toate nevertebratele” și nu ia prea mult în considerare unele trăsături specifice ectoproctelor.

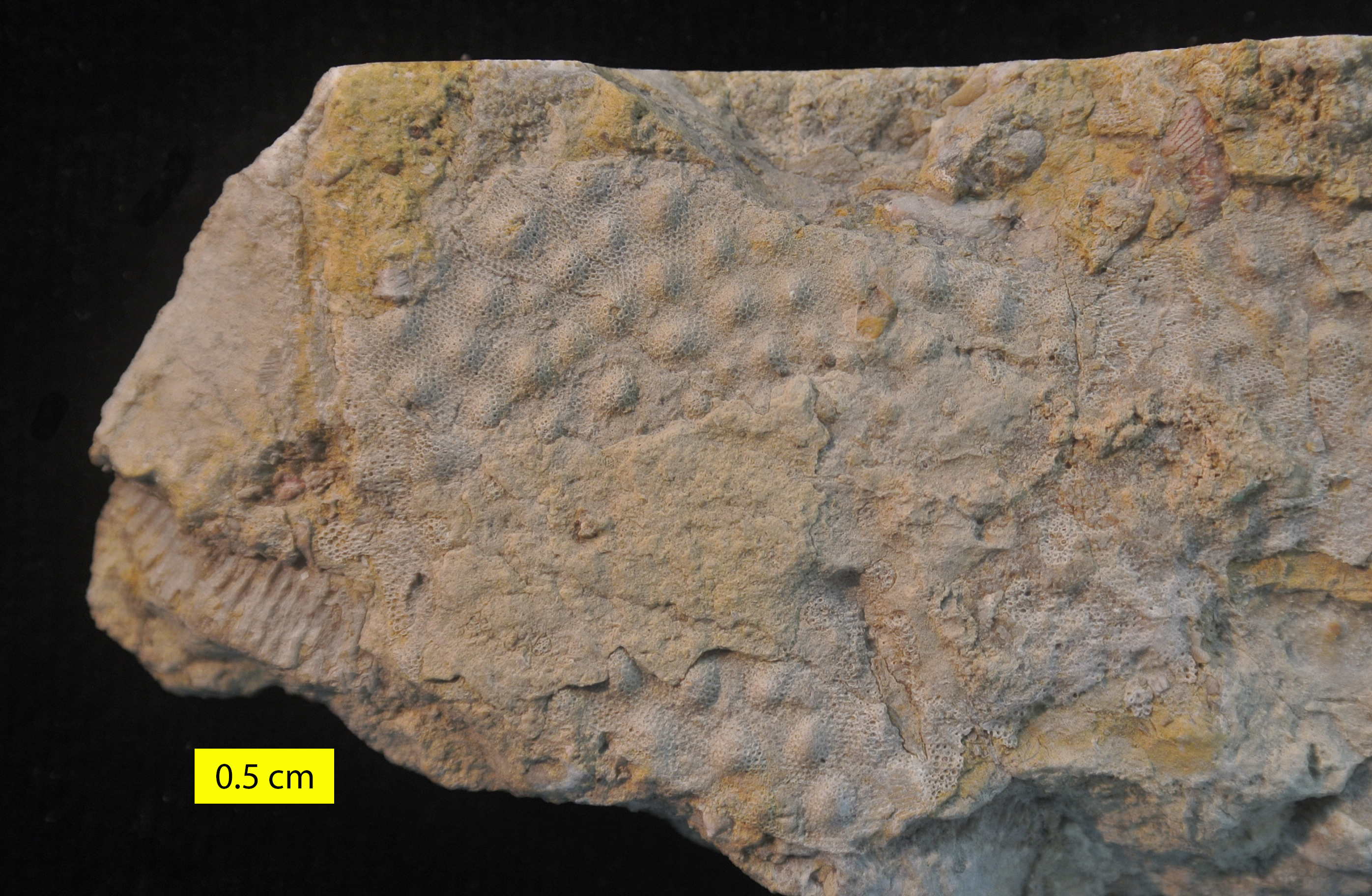
Phaenopora superba, un briozoar ptilodictilinic din Silurianul din Ohio, Statele Unite ale Americii

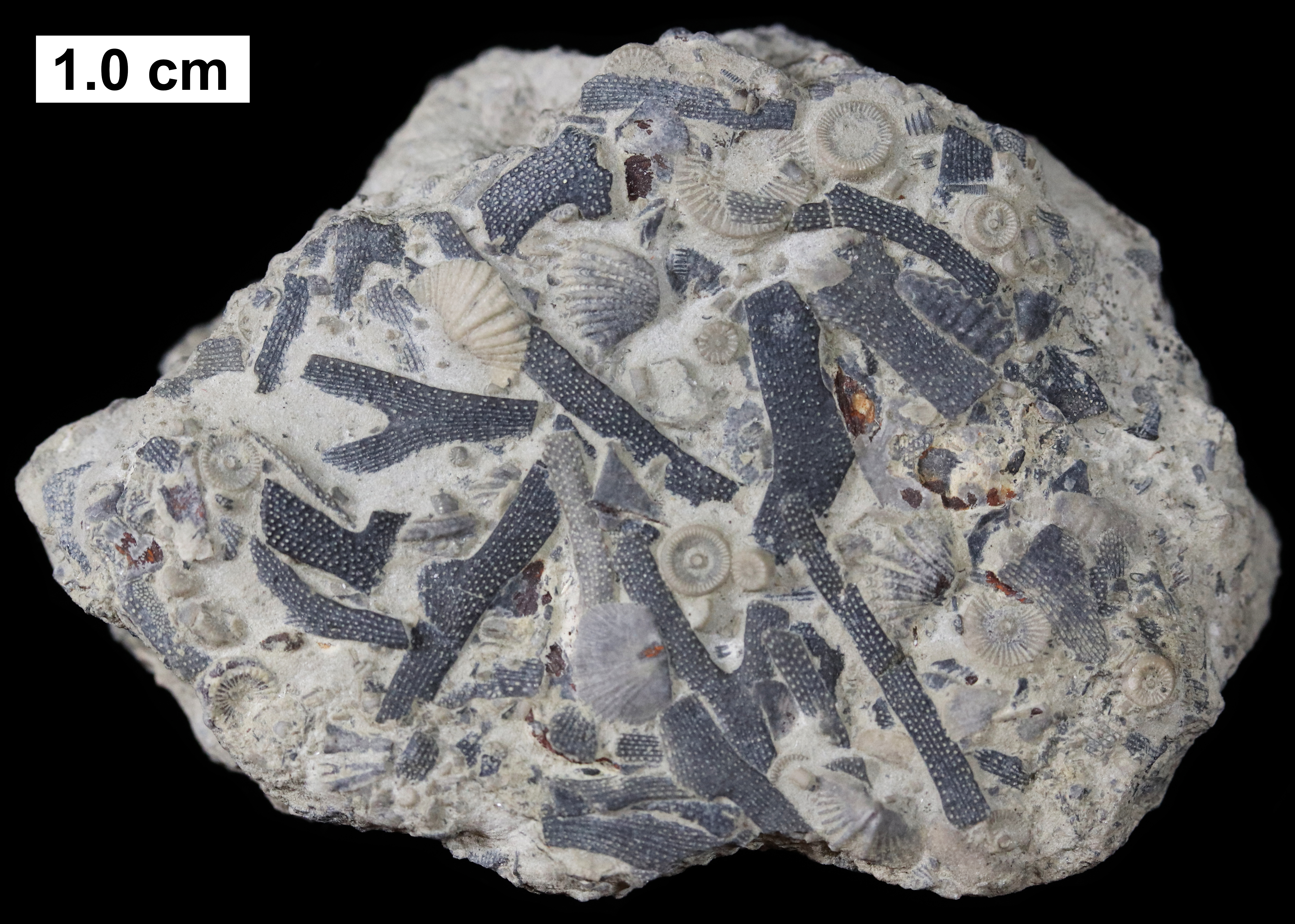
Briozoul plat, ramificat Sulcoretepora, din Devonianul mijlociu din Wisconsin, Statele Unite ale Americii

La ectoprocte, toate organele interne ale larvei sunt distruse în timpul metamorfozei spre forma adultă, iar organele adultului sunt construite din epiderma și mezodermul larvei, în timp ce la alte bilateriane unele organe, inclusiv intestinul, sunt construite din endoderm. La majoritatea embrionilor bilaterieni, blastoporul, o adâncitură în peretele exterior, se adâncește pentru a deveni intestinul larvei, dar la ectoprocte blastoporul dispare și o nouă adâncitură devine punctul din care se dezvoltă intestinul. Celomul ectoproctelor nu se formează prin niciunul dintre procesele utilizate de alte bilaterien: enterocel, în care pungile care se formează pe peretele intestinului devin cavități separate, sau schizocelul, în care țesutul dintre intestin și peretele corpului se despică, formând cavități pereche.

#### Entoprocte
Când entoproctele au fost descoperite în secolul al XIX-lea, acestea și briozoarele (ectoproctele) au fost considerate clase din cadrul încrengăturii Bryozoa, deoarece ambele grupuri erau animale sesile care se hrăneau prin filtrare cu ajutorul unei coroane de tentacule prevăzute cu cili.
Începând cu 1869, o conștientizare tot mai mare a diferențelor, inclusiv poziția anusului entoproctelor în interiorul structurii de hrănire și diferențele în modelul timpuriu de diviziune celulară în embrionii lor, a determinat oamenii de știință să considere cele două grupuri ca încrengături separate, iar „Bryozoa” a devenit doar un nume alternativ pentru ectoprocte, la care anusul este situat în afara organului de hrănire. O serie de studii de filogenie moleculară realizate între 1996 și 2006 au concluzionat, de asemenea, că briozoarele (ectoproctele) și entoproctele nu sunt grupuri surori.
Cu toate acestea, doi zoologi renumiți, Claus Nielsen și Thomas Cavalier-Smith, susțin din motive anatomice și de dezvoltare că briozoarele și entoproctele fac parte din aceeași încrengătură, Bryozoa. Un studiu de filogenie moleculară din 2007 a sprijinit, de asemenea, această idee veche, deși concluziile sale privind alte încrengături au fost în acord cu cele ale mai multor alte analize.

#### Gruparea în Lophophorata
Până în 1891, briozoarele (ectoproctele) au fost grupate cu foronidele într-o super-încrengătură numită „Tentaculata”. În anii 1970, comparațiile dintre larvele de foronide și larvele de tip cifonaut al unor briozoare gimnolaete au sugerat că briozoarele, dintre care majoritatea sunt coloniale, au evoluat dintr-o specie semi-colonială de foronide. Brahiopodele au fost, de asemenea, atribuite „Tentaculata”, care a fost redenumită Lophophorata, deoarece toate folosesc un lofofor pentru hrănirea prin filtrare.
Majoritatea oamenilor de știință acceptă acest lucru, dar Claus Nielsen consideră că aceste asemănări sunt superficiale. Lofoforatele sunt, de obicei, definite ca animale care au un lofofor, un celom împărțit în trei secțiuni și un intestin în formă de U. În opinia lui Nielsen, lofoforele foronidelor și brahiopodelor seamănă mai mult cu cele ale pterobrancilor care fac parte din încrengătura Hemichordata. Tentaculele briozoarelor conțin celule cu cili multipli, în timp ce celulele corespunzătoare din lofoforul foronidelor, brahiopodelor și pterobrancilor au un singur cil per celulă; de asemenea, tentaculele briozoarelor nu au un canal hemal („vas de sânge”), care este prezent în celelalte trei încrengături.
Dacă gruparea briozoarelor cu foronidele și brahiopodele în Lophophorata este corectă, următoarea problemă este dacă lofoforatele sunt protostome, alături de majoritatea încrengăturilor de nevertebrate, sau deuterostome, împreună cu cordatele, hemicordatele și echinodermele.
Opinia tradițională era că lofoforatele reprezintă un amestec de caracteristici de protostome și deuterostome. Cercetările realizate începând cu anii 1970 au sugerat că acestea ar fi deuterostome, din cauza unor trăsături considerate caracteristice deuterostomelor: un celom împărțit în trei părți; diviziune radială, mai degrabă decât spiralată, în dezvoltarea embrionului; și formarea celomului prin enterocelie. Cu toate acestea, celomul larvelor de ectoprocte nu arată nicio semn de împărțire în trei secțiuni, iar cel al ectoproctelor adulte este diferit de cel al altor încrengături celomate, deoarece este reconstruit din epidermă și mezoderm după ce metamorfoza distruge celomul larvar.

#### Filogenetica moleculară a lofoforatelor
Analizele de filogenie moleculară efectuate începând cu 1995, folosind o varietate de dovezi biochimice și tehnici analitice, au plasat lofoforatele ca protostome și strâns înrudite cu anelidele și moluștele într-o super-încrengătură numită Lophotrochozoa. Analizele bazate pe „dovezi totale”, care au utilizat atât caracteristici morfologice, cât și un set relativ mic de gene, au ajuns la concluzii variate, majoritatea favorizând o relație strânsă între lofoforate și Lophotrochozoa. Un studiu din 2008, care a utilizat un set mai mare de gene, a concluzionat că lofoforatele erau mai apropiate de Lophotrochozoa decât de deuterostome, dar și că lofoforatele nu erau monofiletice. În schimb, a concluzionat că brahiopodele și foronidele formau un grup monofiletic, în timp ce briozoarele (ectoproctele) erau mai apropiate de entoprocte, susținând astfel definiția inițială a „Bryozoa”.

Acestea sunt singura încrengătură majoră de animale exclusiv clonale, compuse din unități modulare cunoscute sub numele de zooizi. Deoarece se dezvoltă în colonii, creșterea colonială le permite să dezvolte variații nelimitate ale formei. În ciuda acestui fapt, doar un număr mic de forme de creștere de bază au fost identificate și au reapărut frecvent de-a lungul istoriei briozoarelor.
|  | Brachiopoda |
|  |             |
|  | Phoronida   |
|  |             |

|  | Entoprocta |
|  |            |
|  | Ectoprocta |
|  |            |

|  | Brachiopoda |
|  |             |
|  | Phoronida   |
|  |             |

|  | Entoprocta |
|  |            |
|  | Ectoprocta |
|  |            |

|  | Brachiopoda |
|  |             |
|  | Phoronida   |
|  |             |

|  | Entoprocta |
|  |            |
|  | Ectoprocta |
|  |            |

|  | Brachiopoda |
|  |             |
|  | Phoronida   |
|  |             |

|  | Entoprocta |
|  |            |
|  | Ectoprocta |
|  |            |

|  | Brachiopoda |
|  |             |
|  | Phoronida   |
|  |             |

|  | Entoprocta |
|  |            |
|  | Ectoprocta |
|  |            |

|  | Brachiopoda |
|  |             |
|  | Phoronida   |
|  |             |

|  | Entoprocta |
|  |            |
|  | Ectoprocta |
|  |            |

|  | Brachiopoda |
|  |             |
|  | Phoronida   |
|  |             |

|  | Entoprocta |
|  |            |
|  | Ectoprocta |
|  |            |

|  | Brachiopoda |
|  |             |
|  | Phoronida   |
|  |             |

|  | Entoprocta |
|  |            |
|  | Ectoprocta |
|  |            |

|  | Brachiopoda |
|  |             |
|  | Phoronida   |
|  |             |

|  | Entoprocta |
|  |            |
|  | Ectoprocta |
|  |            |

|  | Brachiopoda |
|  |             |
|  | Phoronida   |
|  |             |

|  | Entoprocta |
|  |            |
|  | Ectoprocta |
|  |            |

|  | Brachiopoda |
|  |             |
|  | Phoronida   |
|  |             |

|  | Entoprocta |
|  |            |
|  | Ectoprocta |
|  |            |

|  | Brachiopoda |
|  |             |
|  | Phoronida   |
|  |             |

|  | Entoprocta |
|  |            |
|  | Ectoprocta |
|  |            |

|  | Brachiopoda |
|  |             |
|  | Phoronida   |
|  |             |

|  | Entoprocta |
|  |            |
|  | Ectoprocta |
|  |            |

|  | Brachiopoda |
|  |             |
|  | Phoronida   |
|  |             |

|  | Entoprocta |
|  |            |
|  | Ectoprocta |
|  |            |

|  | Brachiopoda |
|  |             |
|  | Phoronida   |
|  |             |

|  | Entoprocta |
|  |            |
|  | Ectoprocta |
|  |            |

|  | Brachiopoda |
|  |             |
|  | Phoronida   |
|  |             |

|  | Entoprocta |
|  |            |
|  | Ectoprocta |
|  |            |

#### Filogenetica moleculară a ectoproctelor
Poziția filogenetică a briozoarelor ectoprocte rămâne incertă, dar se știe că acestea aparțin Protostomiei și, mai precis, grupului Lophotrochozoa. Acest lucru sugerează că larva ectoproctă este un trocofor, iar coroana este un omolog al prototrocului; aceasta este susținută de asemănarea dintre larvele coronate și larvele pericalimatice de tip 1 ale unor moluște și sipunculane, unde zona prototrocului este extinsă pentru a acoperi hiposfera.
Un studiu al secvenței ADN-ului mitocondrial sugerează că briozoarele ar putea fi înrudite cu Chaetognatha.

## Fiziologie

### Hrănire și excreție
Majoritatea speciilor se hrănesc prin filtrare, eliminând din apă particule mici, în principal fitoplancton (plante microscopice plutitoare). Specia de apă dulce Plumatella emarginata se hrănește cu diatomee, alge verzi, alge albastre-verzi, bacterii nefotosintetice, dinoflagelate, rotifere, protozoare, nematode mici și crustacee microscopice. Deși curenții generați de briozoare pentru a atrage hrana către gură sunt bine înțeleși, metoda exactă de capturare este încă dezbătută. De asemenea, toate speciile atrag particule mai mari către gură cu ajutorul unui tentacul, iar câteva capturează zooplancton (animale planctonice) folosindu-și tentaculele pe post de capcane. În plus, tentaculele, a căror suprafață este mărită de microvili (mici fire de păr și pliuri), absorb compușii organici dizolvați în apă. Particulele nedorite pot fi îndepărtate cu ajutorul tentaculelor sau respinse prin închiderea gurii. Un studiu din 2008 a arătat că atât coloniile incrustante, cât și cele erecte se hrăneau mai repede și creșteau mai repede în curenți slabi decât în cei puternici.
La unele specii, prima parte a stomacului formează o pipotă musculară căptușită cu dinți chitinoși care zdrobesc prada cu armură, cum ar fi diatomeele. Contracțiile peristaltice asemănătoare undelor mișcă hrana prin stomac pentru digestie. Secțiunea finală a stomacului este căptușită cu cili (fire de păr minuscule) care comprimă solidele nedigerate, care apoi trec prin intestin și sunt eliminate prin anus.
Briozoarele nu au nefridii („rinichi mici”) sau alte organe excretoare, iar amoniacul se presupune că se difuzează prin peretele corpului și prin lofofor. Produsele reziduale mai complexe nu sunt excretate, ci se acumulează în polipide, care degenerează după câteva săptămâni. O parte din polipida veche este reciclată, dar o mare parte din ea rămâne ca o masă mare de celule muribunde care conțin deșeuri acumulate, iar aceasta este comprimată într-un „corp brun”. După ce degenerarea este completă, cistida (partea exterioară a animalului) produce o nouă polipidă, iar corpul brun rămâne în celom sau în stomacul noii polipide și este expulzat la următoarea defecație.

### Respirația și circulația
Briozoarele nu au organe respiratorii, inimă sau vase sangvine. În schimb, zooizii absorb oxigenul și elimină dioxidul de carbon prin difuzie. Difuzia este realizată fie printr-o membrană subțire (în cazul anascanelor și al unor polizoare), fie prin pseudopori localizați pe dermul exterior al zooidului. Diferitele grupuri de briozoare folosesc metode diferite pentru a distribui nutrienții și oxigenul între zooizi: unele au goluri destul de mari în pereții corpului, permițând fluidului celomic să circule liber; altele au funiculi („mici corzi interne”) ale zooizilor adiacenți care se conectează prin mici pori din peretele corpului.

### Reproducerea și cicluri de viață

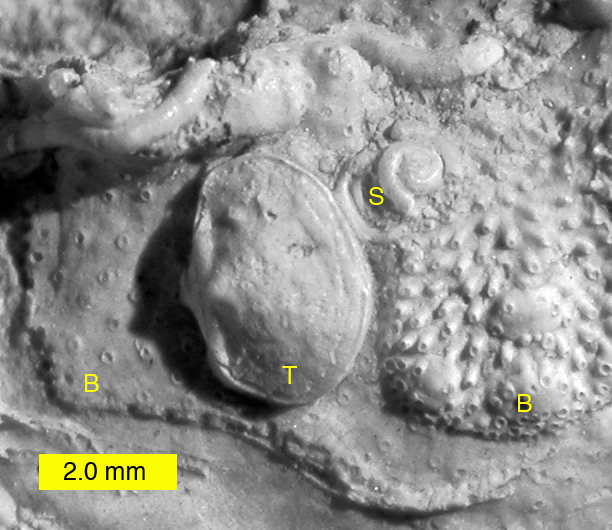
Briozoare ciclostome incrustante (B), cea din dreapta prezentând gonozoizi umflați; T = brahiopod thecideid și S = tub de vierme sabelid; Jurasic din Polonia.

Zooizii tuturor speciilor de filactolemate sunt hermafrodiți simultani. Deși cei din multe specii marine sunt protandrici, adică funcționează mai întâi ca masculi și apoi ca femele, coloniile lor conțin o combinație de zooizi care sunt în stadiul de masculi și femele. La toate speciile, ovarele se dezvoltă pe partea interioară a peretelui corpului, iar testiculele pe funiculul care leagă stomacul de peretele corpului. Ouăle și sperma sunt eliberate în celom, iar sperma iese în apă prin porii din vârfurile unora dintre tentacule și apoi este capturată de curenții de hrănire ai zooizilor care produc ouă. Ouăle unor specii sunt fecundate extern, după ce sunt eliberate printr-un por între două tentacule, care, în unele cazuri, se află la vârful unei mici proeminențe numite „organul intertentacular” la baza unei perechi de tentacule. Altele sunt fertilizate intern, în organul intertentacular sau în celom.
Toate filactolematele și stenolaematele, precum și majoritatea gimnolematelor, prezintă placentație și, prin urmare, au larve lecitotrofe (care nu se hrănesc). Cu excepția Cyclostomata și a micii familii de gimnolaemate Epistomiidae, care sunt vivipare, toate sunt clocitoare. Phylactolaemata își clocesc embrionii într-un sac de clocire intern, dar la Gymnolaemata există atât saci membranoși externi, camere scheletice (ovicelule), cât și saci de clocire interni. Embrionul în dezvoltare se bazează pe gălbenușul oului, pe nutriția extraembrionară (matrotrofie) sau pe ambele.
La ctenostomi, mama oferă o cameră de creștere pentru ouăle fertilizate, iar polipida ei se dezintegrează, oferind hrană embrionului. Stenolaematele produc zooizi specializați pentru a servi drept camere de creștere, iar ouăle lor se divid în cadrul acestora pentru a produce până la 100 de embrioni identici.
Larvele planctotrofe (care se hrănesc) se găsesc doar în clasa Gymnolaemata: în subordinul cheilostomatan Malacostegina, acestea se întâlnesc în cele două familii Membraniporidae și Electridae, și în cele trei familii ctenostome Alcyonidiidae, Farrellidae și Hislopiidae. În plus, există câteva înregistrări neconfirmate, cum ar fi forma solitară Aethozoid, unde larvele nu au fost niciodată observate, dar se presupune că sunt planctotrofe.
Scindarea ouălor de briozoare este biradială, adică primele stadii sunt simetrice bilateral. Nu se știe cum se formează celomul, deoarece metamorfoza de la larvă la adult distruge toate țesuturile interne ale larvei. La multe animale, blastoporul, o deschidere la suprafața embrionului timpuriu, formează un tunel prin care se dezvoltă intestinul. Totuși, la briozoare, blastoporul se închide, iar o nouă deschidere se dezvoltă pentru a forma gura.
Larvele de briozoare variază ca formă, dar toate au o bandă de cili în jurul corpului, care le permite să înoate, un smoc de cili în partea superioară și un sac adeziv care se răsucește și le ancorează atunci când se așază pe o suprafață. Unele specii de gimnolaemate produc larve de cifonauți, care au puțin gălbenuș, dar o gură și un intestin bine dezvoltate și trăiesc ca plancton pentru o perioadă considerabilă de timp înainte de a se depune. Aceste larve au cochilii triunghiulare din chitină, cu un colț în partea de sus și baza deschisă, formând o glugă în jurul gurii orientate în jos. În 2006, s-a raportat că ciliile larvelor de cifonauți utilizează aceeași gamă de tehnici ca și cele ale adulților pentru a captura hrana. Speciile care își clocesc embrionii formează larve care sunt hrănite de gălbenușuri mari, nu au intestin și nu se hrănesc; astfel, aceste larve se depun rapid pe o suprafață. La toate speciile marine, larvele produc coconi în care se metamorfozează complet după sedimentare: epiderma larvei devine căptușeala celomului, iar țesuturile interne sunt transformate într-o rezervă de hrană care hrănește zooidul în dezvoltare până când acesta este gata să se hrănească. Larvele de filactolemate produc mai multe polipide, astfel încât fiecare colonie nouă începe cu mai mulți zooizi. În toate speciile, zooizii fondatori cresc apoi noile colonii prin înmugurirea unor clone ale lor. La filactolemate, zooizii mor după ce au produs mai multe clone, astfel încât zooizii vii se găsesc doar la marginea coloniei.
Filactolematele se pot reproduce, de asemenea, asexuat, printr-o metodă care permite descendenței unei colonii să supraviețuiască condițiilor variabile și nesigure din mediile de apă dulce. Pe parcursul verii și toamnei, ele produc statoblaste în formă de disc, mase de celule care funcționează ca „capsule de supraviețuire”, asemănătoare gemulelor bureților. Statoblastele se formează pe funiculul conectat la intestinul părintelui, care le hrănește. Pe măsură ce cresc, statoblastele dezvoltă cochilii protectoare asemănătoare bivalvelor, realizate din chitină. Când ajung la maturitate, unele statoblaste rămân lipite de colonia părintească, altele cad pe fund („sesoblaste”), unele conțin spații de aer care le permit să plutească („floatoblaste”), iar altele rămân în cistidiul părintelui pentru a reconstrui colonia în cazul în care acesta moare. Statoblastele pot rămâne în stare latentă pentru perioade considerabile și, în această stare, pot supraviețui unor condiții dificile, precum înghețul și deshidratarea. Ele pot fi transportate pe distanțe lungi de animale, vegetație plutitoare, curenți și vânturi, și chiar în intestinele animalelor mai mari. Când condițiile se îmbunătățesc, valvele cochiliei se separă și celulele din interior se dezvoltă într-un zooid care încearcă să formeze o nouă colonie. Plumatella emarginata produce atât „sesoblaste”, care permit neamului să controleze un teritoriu bun chiar dacă vremurile grele decimează coloniile parentale, cât și „floatoblaste”, care se răspândesc în noi locuri. Noile colonii de Plumatella repens produc în principal „sesoblaste”, în timp ce cele mature trec la „floatoblaste”. Un studiu a estimat că un grup de colonii dintr-un petic de 1 metru pătrat a produs 800.000 de statoblaste.
Briozoarele cupuladriide sunt capabile atât de reproducere sexuală, cât și asexuată. Coloniile cu reproducere sexuală (aclonale) sunt rezultatul creșterii unei larve de cupuladriid în stadiul de adult, în timp ce coloniile asexuate (clonale) sunt rezultatul creșterii unui fragment dintr-o colonie de cupuladriid în propria colonie. Diferitele forme de reproducere la cupuladriide sunt realizate printr-o varietate de metode, în funcție de morfologia și clasificarea zooidului.

## Ecologie

### Habitate și distribuție
Majoritatea speciilor marine trăiesc în ape tropicale la adâncimi mai mici de 100 de metri. Cu toate acestea, câteva au fost găsite în tranșeele de mare adâncime, în special în jurul infiltrațiilor reci, iar altele în apropierea polilor.
Marea majoritate a briozoarelor sunt sesile. De obicei, briozoarele sesile trăiesc pe substraturi dure, inclusiv roci, nisip sau scoici. Formele incrustante sunt cele mai frecvente în mările puțin adânci, dar formele erecte devin mai comune pe măsură ce adâncimea crește. Un exemplu de incrustare pe pietricele se găsește la briozoarele diverse din Pleistocen din nordul Japoniei, unde au fost găsite fosile de pietre acoperite cu peste 20 de specii de briozoare. Sedimentele cu particule mai mici, cum ar fi nisipul sau nămolul, sunt, de obicei, habitate nepotrivite pentru briozoare, dar au fost găsite colonii minuscule incrustante pe granule de nisip grosier. Unele specii de briozoare se specializează în colonizarea algelor marine, a ierburilor marine și chiar a rădăcinilor de mangrove; genul Amphibiobeania trăiește pe frunzele de mangrove și este numit „amfibiu” deoarece poate supraviețui expunerii regulate la aer în timpul mareelor joase.
Există o varietate de briozoare „cu viață liberă” care trăiesc neatașate de substrat. Câteva forme, cum ar fi Cristatella, se pot deplasa. Cheilostomii lunulitiformi sunt un grup de briozoare cu colonii mobile care trăiesc liber. Acestea formează colonii rotunde mici, neatașate la niciun substrat; coloniile din genul Selenaria au fost observate că „se plimbă” folosind setae. O altă familie de cheilostome, Cupuladriidae, a evoluat convergent cu colonii de formă similară, capabile să se miște. Atunci când au fost observate într-un acvariu, coloniile de Selenaria maculata s-au târât cu o viteză de un metru pe oră, s-au cățărat unele peste altele, s-au deplasat spre lumină și s-au îndreptat atunci când au fost întoarse cu susul în jos. Studiul ulterior al acestui gen a arătat că activitatea neuroelectrică din colonii crește în corelație cu mișcarea spre surse de lumină. Se presupune că capacitatea de mișcare a apărut ca un efect secundar al evoluției coloniilor care au dezvoltat setae mai lungi pentru a se desprinde de sedimente.

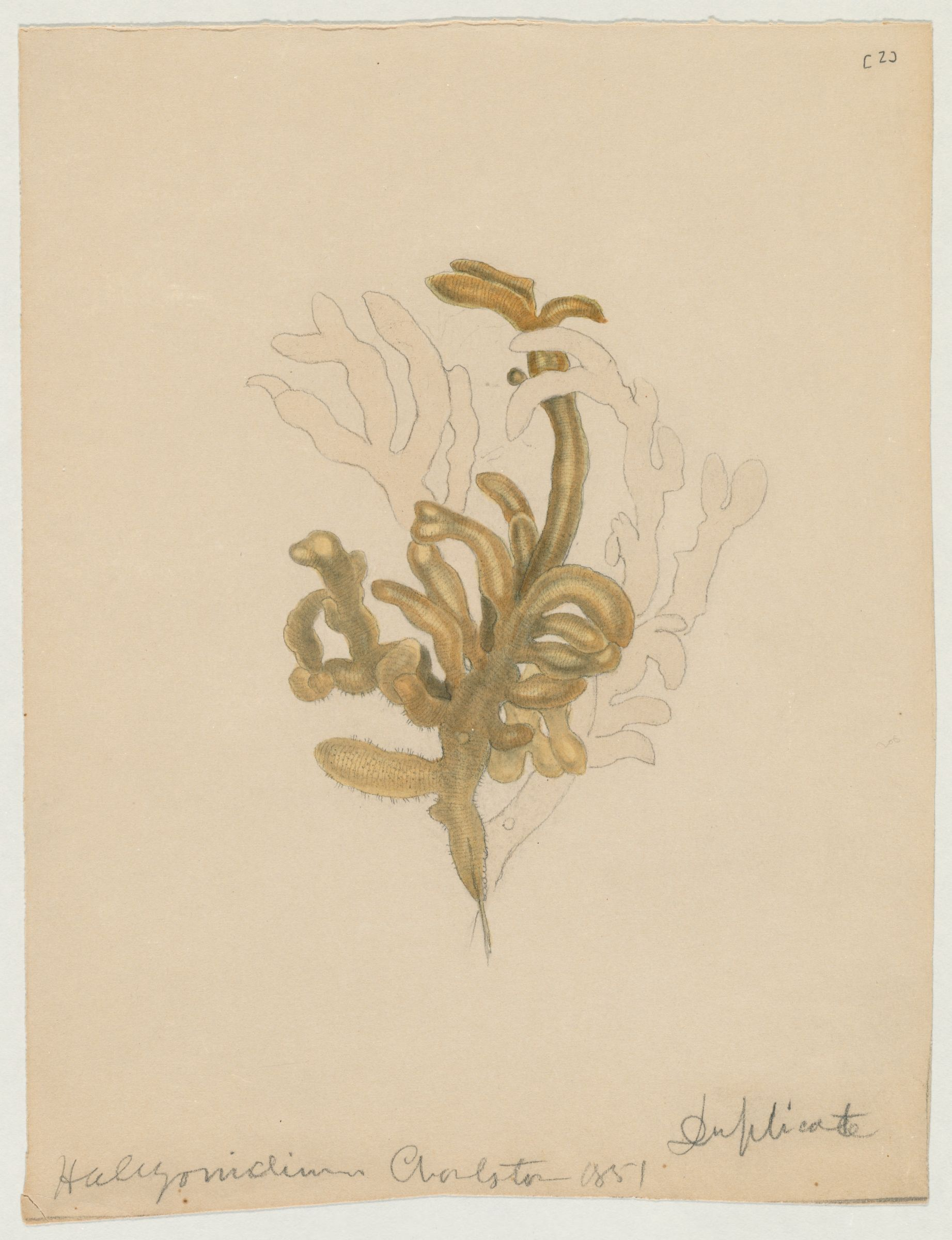
Acuarelă din 1851 a Alcyonidium de Jacques Burkhardt.

Alte briozoare cu viață liberă sunt deplasate liber de valuri, curenți sau alte fenomene. O specie din Antarctica, Alcyonidium pelagosphaera, constă din colonii plutitoare. Specia pelagică are între 5,0 și 23,0 mm în diametru, are forma unei sfere goale și constă dintr-un singur strat de autozooizi. Încă nu se știe dacă aceste colonii sunt pelagice pe tot parcursul vieții sau reprezintă doar un stadiu juvenil temporar și nedescris anterior. Coloniile speciei Alcyonidium disciforme, care are forma unui disc și trăiește, de asemenea, liber, locuiesc pe fundurile mării noroioase din Arctica și pot sechestra granulele de nisip pe care le-au înghițit, putând folosi nisipul ca balast pentru a se întoarce cu partea dreaptă după ce au fost răsturnate. Unele specii de briozoare pot forma brioliți, colonii de viață liberă în formă de sferă care cresc în toate direcțiile în timp ce se rostogolesc pe fundul mării.
În 2014, s-a raportat că briozoarul Fenestrulina rugula a devenit o specie dominantă în unele părți ale Antarcticii. Încălzirea globală a crescut rata de curățare de către aisberguri, iar această specie este deosebit de pricepută în recolonizarea zonelor curățate.
Filactolematele trăiesc în toate tipurile de mediu de apă dulce – lacuri și iazuri, râuri și cursuri de apă, și estuare – și sunt printre cele mai abundente animale sesile de apă dulce. Unele ctenostome sunt exclusiv de apă dulce, în timp ce altele preferă apa sărată, dar pot supraviețui în apă dulce. Cunoștințele oamenilor de știință despre populațiile de briozoare de apă dulce din multe părți ale lumii sunt incomplete, chiar și în unele părți ale Europei. Mult timp s-a crezut că unele specii de apă dulce sunt prezente în întreaga lume, dar din 2002 toate acestea au fost împărțite în specii mai localizate.
Briozoarele cresc în colonii clonale. O larvă de briozoar se depune pe o substanță dură și produce o colonie asexuată prin înmugurire. Aceste colonii pot dezvolta mii de zooizi individuali într-o perioadă relativ scurtă de timp. Chiar dacă coloniile de zooizi cresc prin reproducere asexuată, briozoarele sunt hermafrodite și se pot forma noi colonii prin reproducere sexuală și generarea de larve care înoată liber. Cu toate acestea, atunci când coloniile devin prea mari, ele se pot împărți în două. Acesta este singurul caz în care reproducerea asexuată are ca rezultat o nouă colonie separată de predecesoarea sa. Majoritatea coloniilor sunt staționare. Într-adevăr, aceste colonii tind să se stabilească pe substanțe imobile, cum ar fi sedimentele și substanțele grosiere. Există unele colonii de specii de apă dulce, cum ar fi Cristatella mucedo, care sunt capabile să se deplaseze lent pe un picior târâtor.

### Interacțiuni cu organisme non-umane

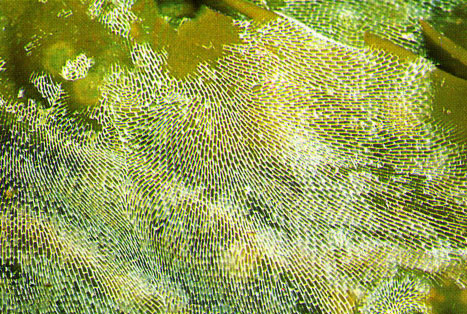
Membranipora membranacea cu aspect de dantelă

Speciile marine sunt comune pe recifele de corali, dar rareori reprezintă o proporție semnificativă din biomasa totală. În apele temperate, scheletele coloniilor moarte constituie o componentă semnificativă a pietrișurilor de scoici, iar coloniile vii sunt abundente în aceste zone. Briozoarul marin asemănător dantelei, Membranipora membranacea, produce spini ca răspuns la prădarea de către mai multe specii de melci de mare (nudibranci). Printre alți prădători ai briozoarelor marine se numără peștii, echinoidele, picnogonidele, crustaceele, acarienii și stelele de mare. În general, echinodermele și moluștele marine consumă mase de zooizi prin secționarea unor bucăți din colonii, rupându-le „casele” mineralizate, în timp ce majoritatea artropodelor prădătoare de briozoare se hrănesc cu zooizi individuali.
În apă dulce, briozoarele se numără printre cele mai importante animale filtratoare, alături de bureți și midii. Briozoarele de apă dulce sunt atacate de mulți prădători, inclusiv melci, insecte și pești.
În Thailanda, specia introdusă Pomacea canaliculata (melcul uriaș maroniu), care este în general un erbivor distructiv, a distrus populațiile de filactolemate oriunde a apărut. P. canaliculata se hrănește, de asemenea, cu un gimnolemat de apă dulce, dar cu un efect mai puțin devastator. Melcii indigeni nu se hrănesc cu briozoare.
Mai multe specii din familia hidroizilor Zancleidae au relații simbiotice cu briozoarele, unele dintre acestea fiind benefice pentru hidroizi, în timp ce altele sunt parazitare. Modificări apar în formele unora dintre aceste hidroide, de exemplu, tentacule mai mici sau incrustarea rădăcinilor de către briozoare. Briozoarul Alcyonidium nodosum protejează melcul de mare Burnupena papyracea împotriva prădării de către langusta puternică și vorace Jasus lalandii. În timp ce cochiliile de melc de mare incrustante de briozoare sunt mai puternice decât cele fără această întărire, apărarea chimică produsă de briozoare este probabil cel mai semnificativ factor de descurajare.

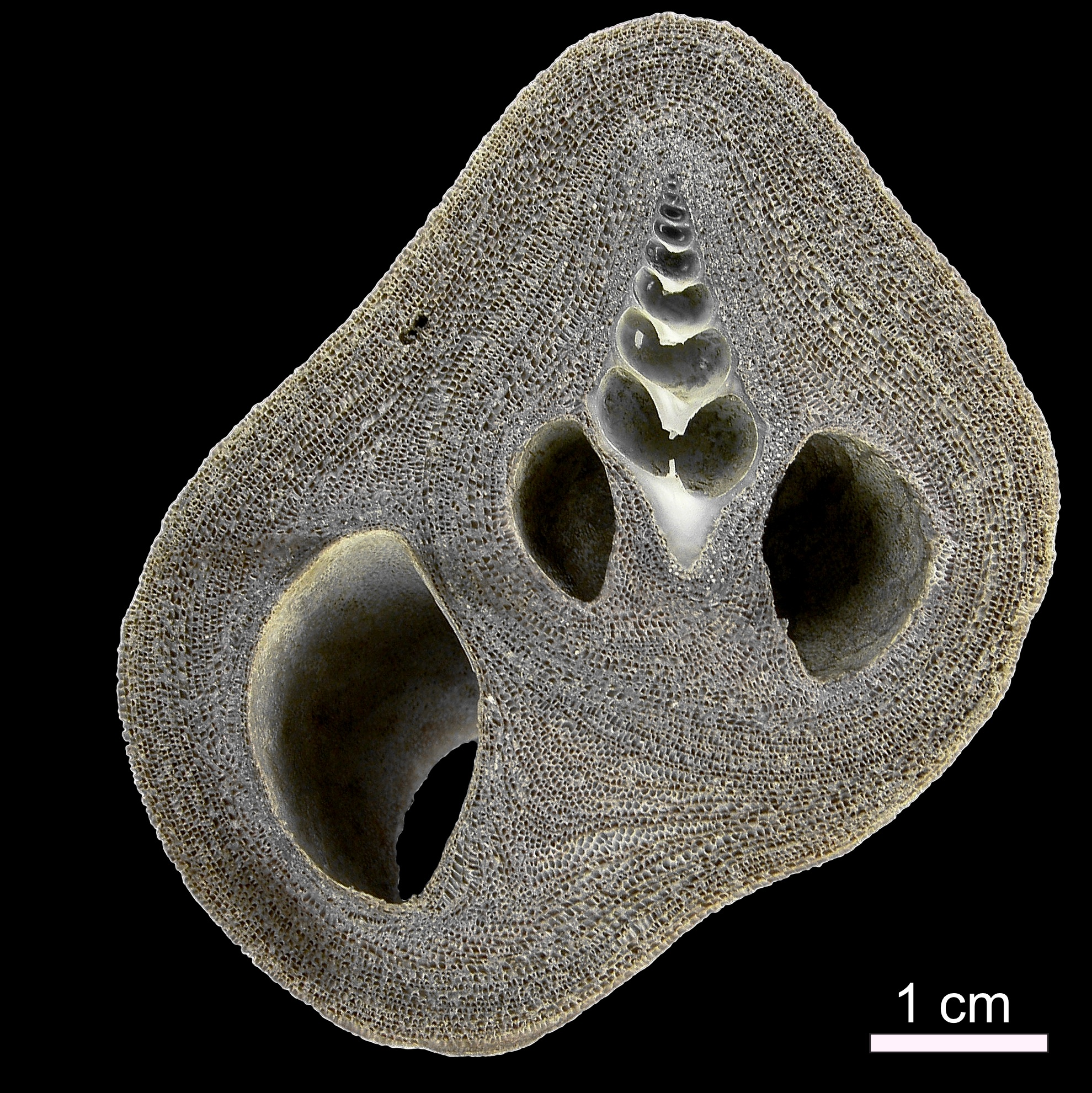
Briolit mauritan format prin creșterea circumrotatorie a speciei de briozoare Acanthodesia commensale

În Banc d'Arguin, în largul Mauritaniei, specia Acanthodesia commensale, care crește în general atașată de pietriș și substraturi dure, a format o relație simbiotică facultativă cu crabul pustnic din specia Pseudopagurus cf. granulimanus, rezultând structuri de mărimea unui ou, cunoscute sub numele de briolete. Nucleate pe o cochilie goală de gasteropod, coloniile de briozoare formează cruste scheletice multilamelare care produc incrustații sferice și extind camera de viață a crabului pustnic prin creștere tubulară elico-spirală.
Unele specii de filactolemate sunt gazde intermediare pentru un grup de mixozoare, despre care s-a constatat că provoacă boala proliferativă a rinichilor, care este adesea fatală la peștii salmonizi, și a redus sever populațiile de pești sălbatici din Europa și America de Nord.
Membranipora membranacea, ale cărei colonii se hrănesc și cresc excepțional de repede într-o gamă largă de viteze ale curenților, a fost observată pentru prima dată în Golful Maine în 1987 și a devenit rapid cel mai abundent organism care trăiește pe varec. Această invazie a redus populația de varec prin ruperea frunzelor acestuia, astfel încât locul său ca „vegetație” dominantă în unele zone a fost luat de un alt invadator, alga mare Codium fragile tomentosoides. Aceste schimbări au redus suprafața de habitat disponibilă pentru peștii și nevertebratele locale. M. membranacea a invadat, de asemenea, coasta de nord-vest a SUA. Câteva specii de apă dulce au fost, de asemenea, găsite la mii de kilometri de zonele lor native. Este posibil ca unele să fi fost transportate în mod natural ca statoblaste. Altele, mai probabil, au fost răspândite de oameni, de exemplu, pe plantele acvatice importate sau ca pasageri clandestini pe nave.

### Interacțiunea cu oamenii
Fermele piscicole și incubatoarele au pierdut efective din cauza bolii proliferative a rinichilor, care este cauzată de unul sau mai multe mixozoare care folosesc briozoarele ca gazde alternative.
Unii pescari din Marea Nordului au fost nevoiți să își găsească un alt loc de muncă din cauza unei forme de eczemă (o boală a pielii) cunoscută sub numele de „mâncărimea Dogger Bank”, cauzată de contactul cu briozoarele care s-au lipit de plase și de vasele pentru homari.
Briozoarele marine sunt adesea responsabile de biofouling pe carenele navelor, pe docuri și în porturile de agrement, precum și pe structurile offshore. Se numără printre primii colonizatori ai structurilor noi sau recent curățate. Speciile de apă dulce sunt o pacoste ocazională în conductele de apă, echipamentele de purificare a apei potabile, instalațiile de tratare a apelor uzate și conductele de răcire ale centralelor electrice.
Un grup de substanțe chimice numite briozatine poate fi extras din briozoarul marin Bugula neritina. În 2001, compania farmaceutică GPC Biotech a obținut licență pentru brioztatina 1 de la Arizona State University în vederea dezvoltării comerciale ca tratament pentru cancer. GPC Biotech a anulat dezvoltarea în 2003, afirmând că briozatina 1 a prezentat o eficacitate redusă și unele efecte secundare toxice. În ianuarie 2008, un studiu clinic a fost depus la Institutul Național de Sănătate din Statele Unite pentru a măsura siguranța și eficacitatea brioztatinei 1 în tratamentul bolii Alzheimer. Cu toate acestea, niciun participant nu a fost recrutat până la sfârșitul lunii decembrie 2008, când era programată finalizarea studiului. Lucrări mai recente arată că briozatina 1 are efecte pozitive asupra cogniției la pacienții cu boala Alzheimer, cu puține efecte secundare. Trebuie prelucrate aproximativ 1.000 de kilograme de briozoare pentru a extrage 1 gram de briozatină. Drept urmare, au fost dezvoltate echivalente sintetice care sunt mai simplu de produs și aparent cel puțin la fel de eficiente.